# Eurofighter Typhoon
L'Eurofighter Typhoon és un caça polivalent europeu de gran maniobrabilitat, propulsat per dos motors bessons, dissenyat i construït pel consorci d'empreses europees Eurofighter GmbH, creat el 1983 i format per les companyies EADS, BAE Systems i Alenia Aeronautica.
Va realitzar el seu primer vol el 27 de març de 1994, entrant en servei el 8 d'abril de 2003 en la Luftwaffe alemanya.
El seu disseny s'assembla al d'altres avions de combat modern tals com el Dassault Rafale, de França, i el Saab 39 Gripen, de Suècia. Es va dissenyar pensant que la seva combinació d'agilitat, capacitats furtives i sistemes d'aviònica avançats que el categoritzessin com un dels millors caces en servei actualment.

## Desenvolupament

Escarapel·la aeronàutica del consorci Eurofighter, format per Alemanya, Espanya, Itàlia i el Regne Unit. Cadascuna de les porcions representa un dels països fundadors.

El projecte es va iniciar per un requisit tècnic de diversos països per substituir els SEPECAT Jaguar, Panavia Tornado, McDonnell Douglas F-4 Phantom II, Lockheed F-104 Starfighter i Dassault Mirage F1 de diverses forces aèries d'Europa. El detonant per a l'aparició d'aquest nou caça va ser, entre d'altres, la informació que s'estava rebent sobre els nous prototips soviètics RAM-K i RAM-L, que posteriorment es coneixerien com a Su-27 Flanker i MiG-29 Fulcrum. L'avió es va dissenyar tenint en compte els requisits tècnics de les forces aèries d'alguns membres de l'OTAN com Alemanya, França i el Regne Unit. No obstant això, la força aèria francesa va abandonar aviat el projecte en voler construir un avió a la seva mesura on Dassault liderés el disseny i els altres socis es limitessin a finançar conjuntament el projecte. A més, la Armée de l'Air no estava conforme amb dissenys com el TFK-90 o el P110.B, en els quals es basa l'Eurofighter, preferint un avió una mica més petit i embarcable, per la qual cosa França va abandonar el projecte d'avió europeu, per crear la seva propi caça, l'ACX (sigles d'Avion de Combat Expérimental), que posteriorment passaria a ser conegut com a Rafale A.
D'aquesta manera l'any 1982 es va presentar el programa ACA (Agile Combat Aircraft) en el qual Itàlia, Alemanya i el Regne Unit apareixien com a socis. Es va intentar confeccionar un programa per un demostrador tecnològic anomenat EAP (Experimental Aircraft Programme), però el govern britànic no ho va finançar i al final va haver de ser la mateixa companyia British Aerospace la que financés el projecte, aprofitant parts com la secció de cua del Tornado i els seus motors RB199. L'EAP va realitzar el seu primer vol en 1986 i va tenir un èxit immediat. Va haver-hi algunes veus que van voler que aquest mateix avió entrés en servei a la Royal Air Force (RAF), però el desenvolupament del més conservador Tornado F.Mk3 va parar el finançament del projecte. No obstant això, Alemanya també desenvolupava aleshores el X-31 amb Rockwell per disposar de tecnologies aplicables al futur ACA, encara que la més nova, la tovera orientable 3D del mateix no va equipar a l'Eurofigther, almenys en un primer moment. L'Eurofighter parteix en gran manera de tecnologies provades en l'EAP.
Espanya es va unir al projecte el 2 de setembre de 1985, encara que ja havia seguit amb interès l'evolució dels esdeveniments. A partir de llavors al projecte es va conèixer com a EFA (European Fighter Aircraft) i es van constituir diversos consorcis per realitzar les diverses parts de l'avió Eurofighter: per a la cèl·lula i integració de sistemes, per als motors Eurojet, per al sistema de seguretat EuroDASS, etc. A partir de llavors, el projecte va sofrir una aturada a causa del final de la Guerra Freda i els alts costos de la reunificació alemanya, la qual cosa va suposar que el projecte es retardés uns cinc anys. Mentrestant, els socis discutien la forma de reduir el preu de l'avió, així com el cost general del programa, eliminant sistemes de l'avió (per exemple: la caríssima protecció contra polsos de radiació electromagnètica), o reduint el nombre de prototips. Finalment, el 27 de març de 1994, el primer prototip DA01 va volar des de la factoria de MBB a Manching pilotat pel pilot de proves Peter Weger. Durant 8 anys els set prototips del programa van realitzar nombroses hores de vol per arribar a la fase de fabricació a principis de l'any 2001.
Quan es va signar el contracte de producció final, les vendes revisades van ser: Regne Unit 232 aparells, Alemanya 180, Itàlia 121 i Espanya 87 (per un import total de 10.795 milions d'euros). La producció es va redistribuir segons els següents percentatges: British Aerospace (37%), DASA (29%), Aeritalia (19,5%) i CASA (14%).
El desenvolupament és responsabilitat d'Eurofighter Jagdflugzeug GmbH, amb base a Múnic, una companyia que pertany completament a BAE Systems (part de British Aerospace) del Regne Unit, Alenia Aerospazio a Itàlia, EADS Deutschland Aerospace Group (pertanyent a Daimler Chrysler en conjunció amb DASA) i EADS Espanya (abans CASA).
El 2 de juliol de 2002, el govern austríac va anunciar la decisió de comprar el Typhoon com el seu nou avió de defensa aèria. La compra de 18 Typhoon es va finalitzar l'1 de juliol de 2003. El cost va ser d'1.959 milions d'euros i incloïa 18 aeronaus, entrenament per a pilots i tripulació de terra, logística, manteniment i un simulador. El cost d'un avió Typhoon llest per volar és de 62,9 milions d'euros.
El projecte ha estat nomenat i reanomenat diverses vegades des del seu naixement, sent conegut com a EFA (European Fighter Aircarft), Eurofighter, EF2000 (Eurofighter 2000) i Typhoon.

## Disseny

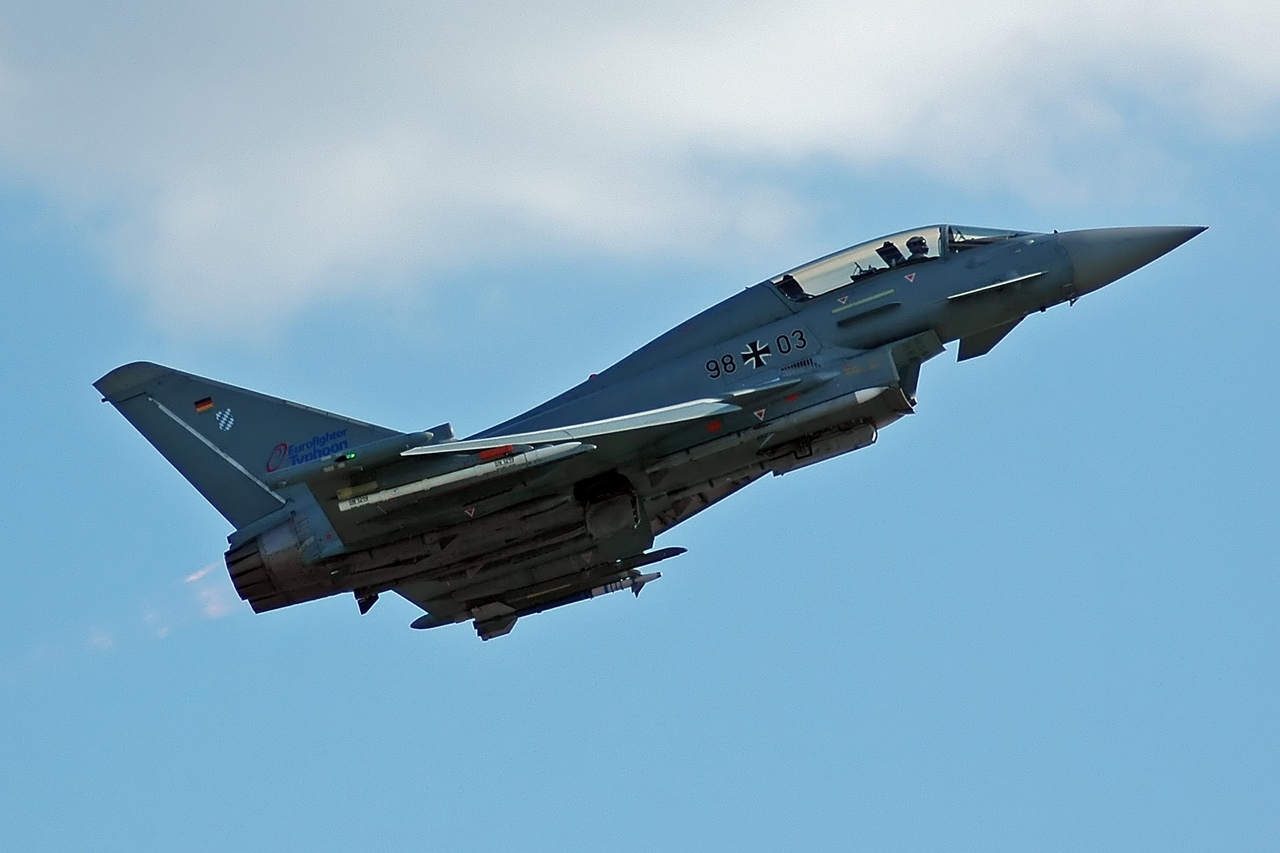
Eurofighter Typhoon alemany. Vista dreta.
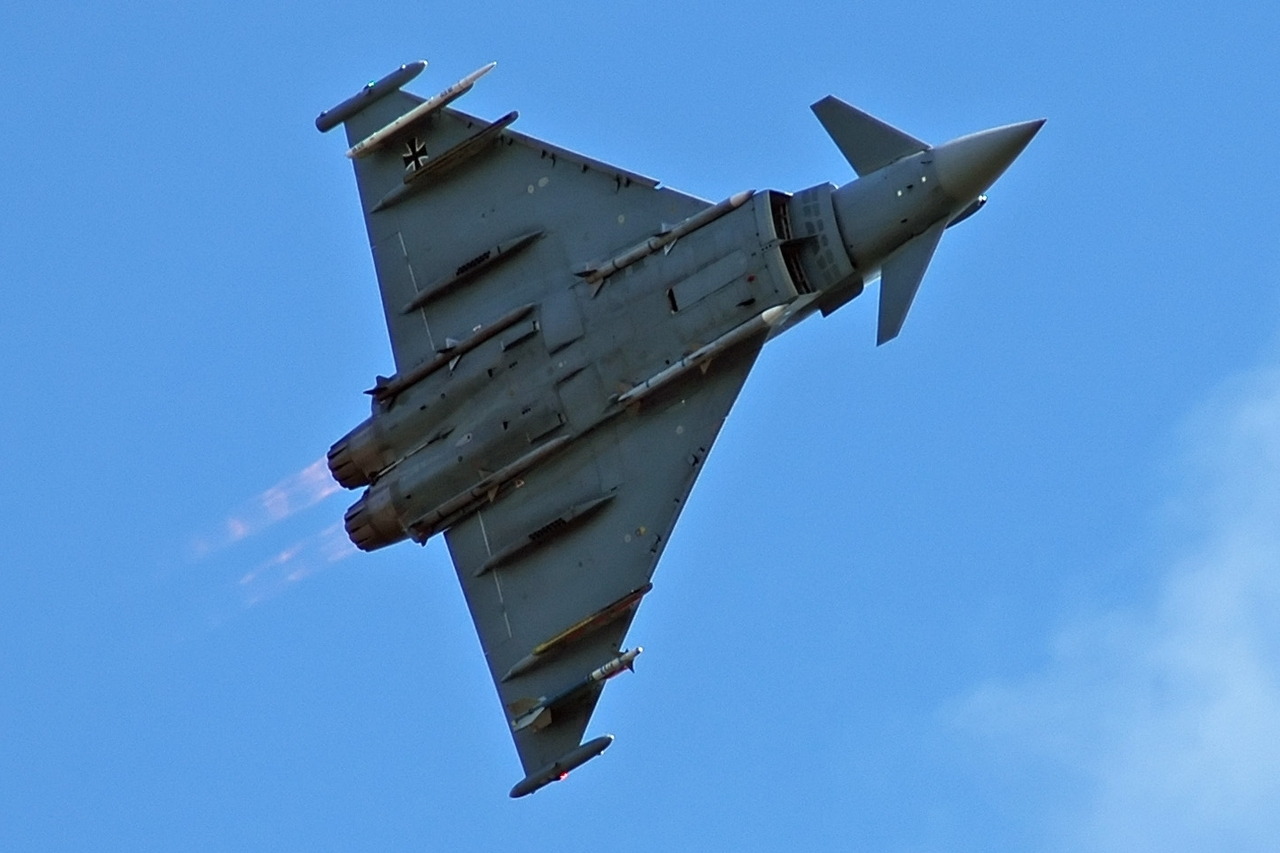
Eurofighter Typhoon alemany. Vista inferior.
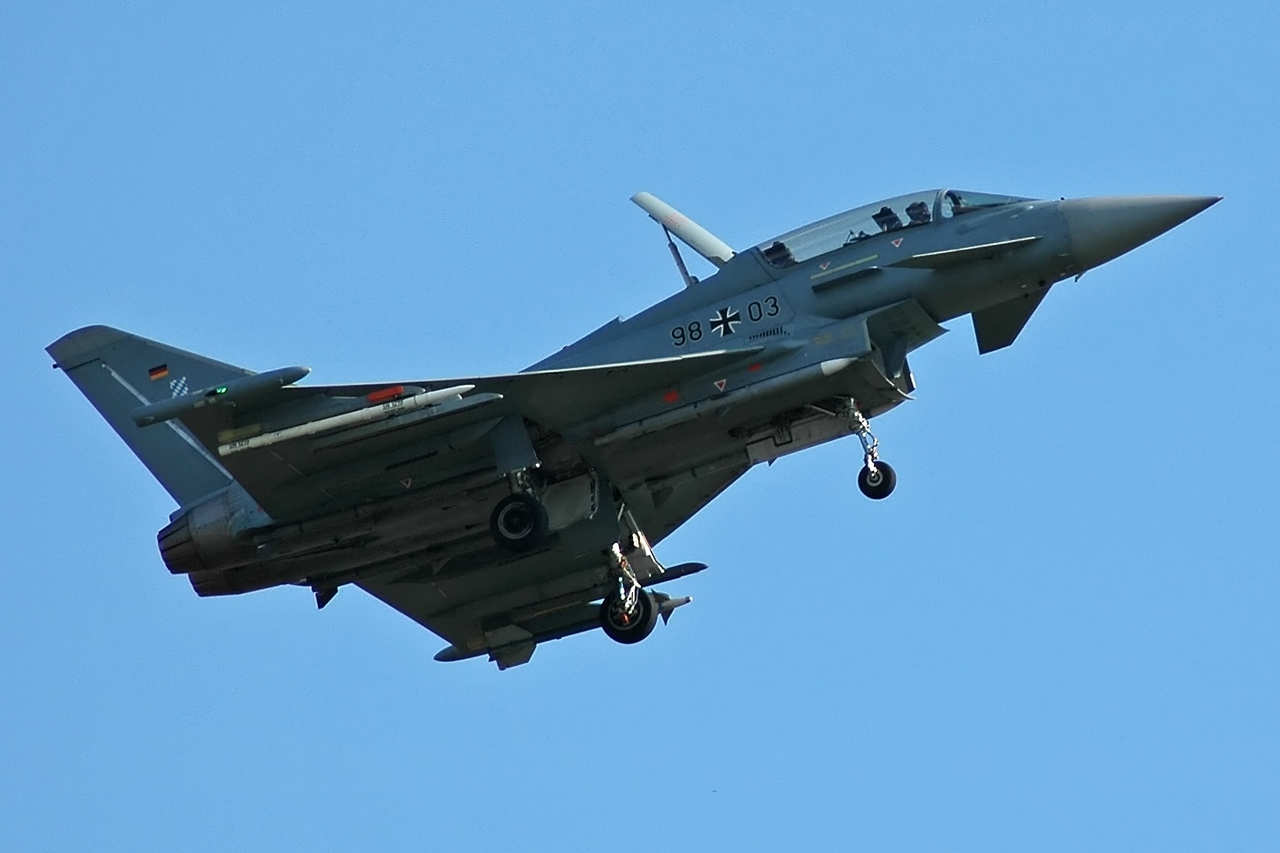
Eurofighter Typhoon alemany. Preparant-se per a l'aterratge.
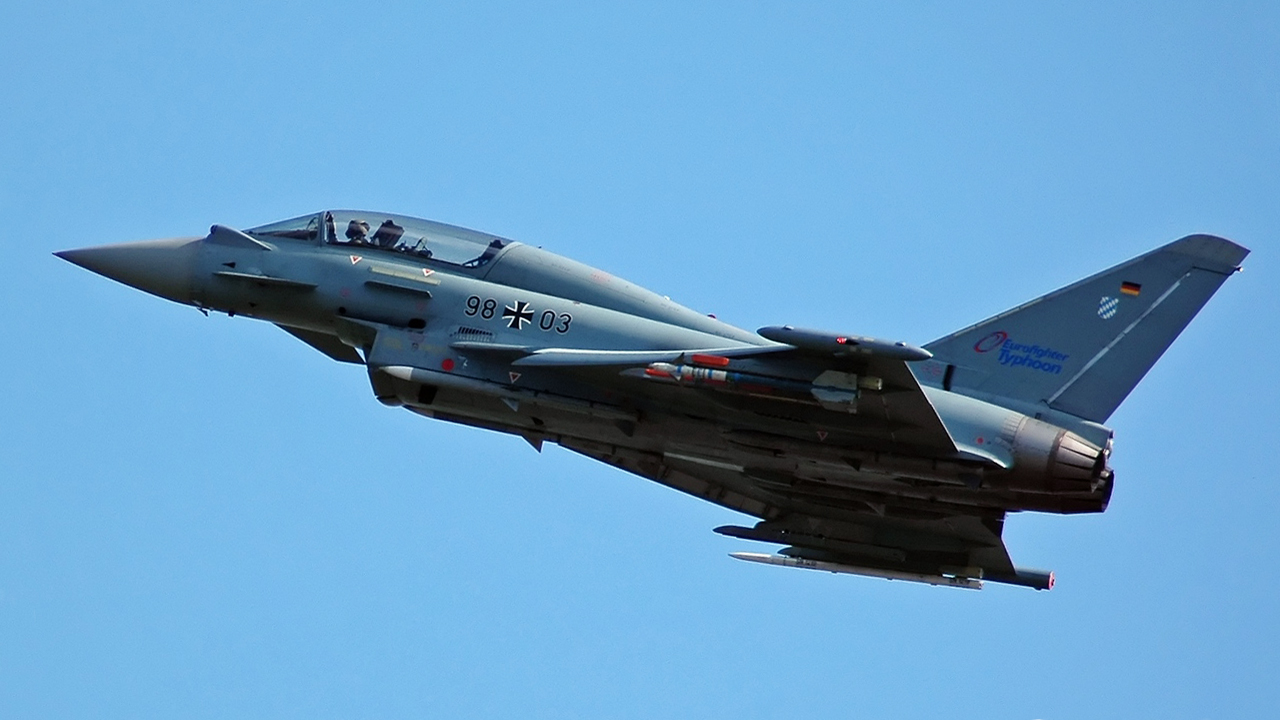
Eurofighter Typhoon alemany. Vista esquerra.

Les característiques del Typhoon són una bona mostra del seu desenvolupament. La cèl·lula del Typhoon va ser dissenyada de manera que fos inestable en vol (amb canards i ala delta truncada), la qual cosa li proporciona una gran maniobrabilitat. Per solucionar el problema de la inestabilitat es recorre a un sistema de control de vol quàdruple redundant amb control per senyals elèctrics.
En els viratges manté l'energia perfectament en disposar d'una relació pes/empenta d'1,18, a més que els motors EJ200 li permeten volar en règim de super-creuer (capacitat de volar a velocitats supersòniques sense utilitzar postcremadors). L'empresa espanyola Indústria de Turbopropulsores, S.A. està desenvolupant un sistema de tovera orientable que permetria al Typhoon tenir empenta vectorial. Les proves d'aquestes toveres realitzades amb els motors EJ200 han estat reeixides i només depèn de les voluntats dels governs per equipar als aparells amb aquestes, ja que el sistema de control de vol (FCS per les seves sigles en anglès) de l'Eurofighter ja està preparat per rebre-les.
L'avió està fabricat en gran part per compostos com la fibra de vidre o la fibra de carboni, que proporcionen major rigidesa estructural a la cèl·lula, la qual cosa li permet realitzar maniobres amb valors de força G molt alts. El seient projectable és del tipus zero-zero, construït pel fabricant Martin Baker, i és capaç d'ejeccions a més de 600 nusos de velocitat (aproximadament 1.100 km/h). No es descarta tampoc l'adopció de tancs de combustible conformables (CFT per les seves sigles en anglès) en la fase 3 de producció, la qual cosa li proporcionaria una major autonomia de vol, encara que això obligaria a l'Eurofighter a portar menys armament. En les primeres fases de disseny es va considerar la possibilitat d'usar doble deriva, encara que posteriorment es va rebutjar per la major força estructural que presenta la deriva única. Malgrat no buscar característiques de baixa detectabilitat com a requeriment, com sí que ho ha fet el F-22 Raptor, el Typhoon té un disseny de l'exterior que tracta de minimitzar l'àrea detectable per la il·luminació del radar.

## Producció

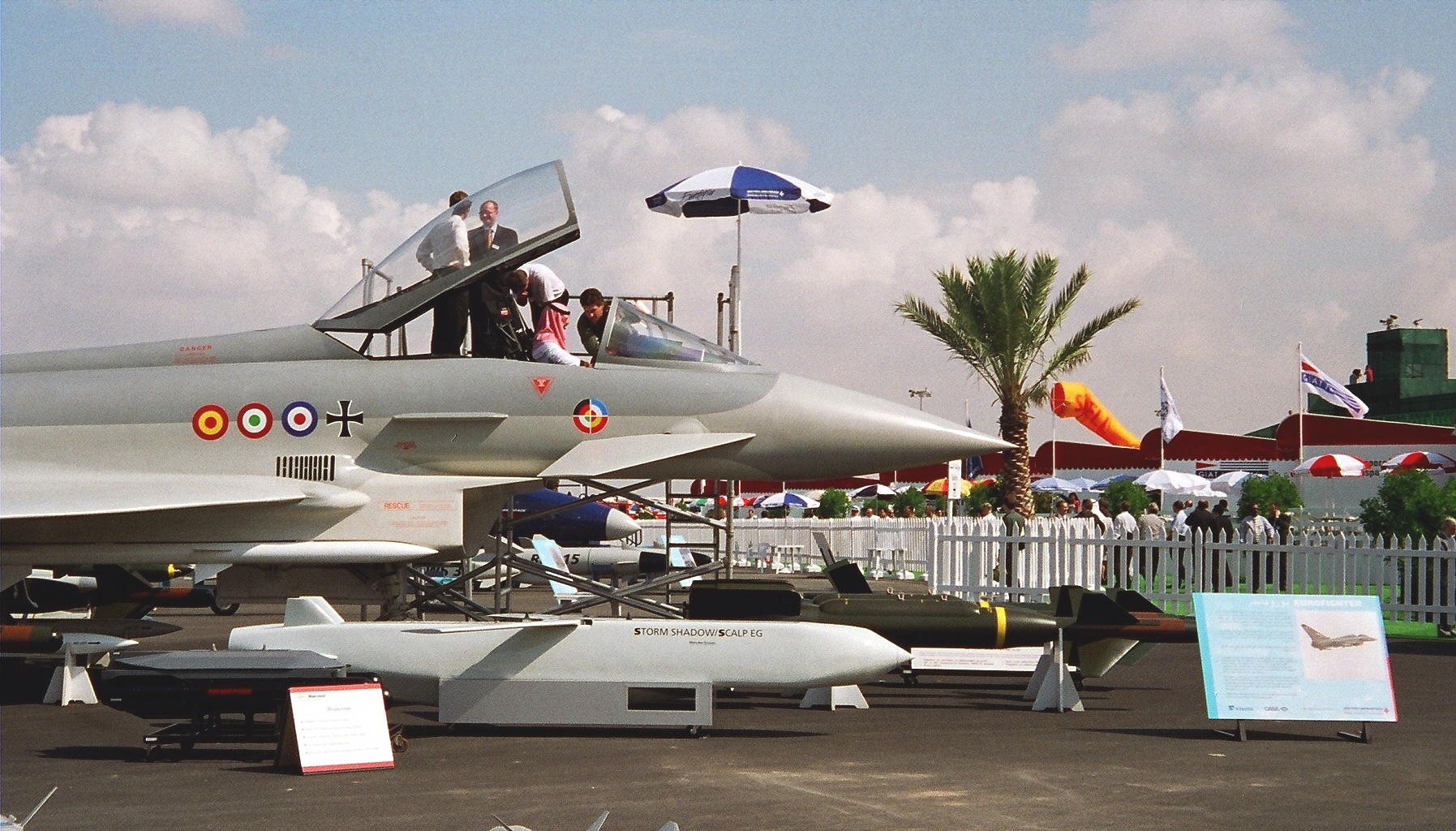
Prototip de l'Eurofighter Typhoon mostrat al festival aeri de Dubai del 1998.

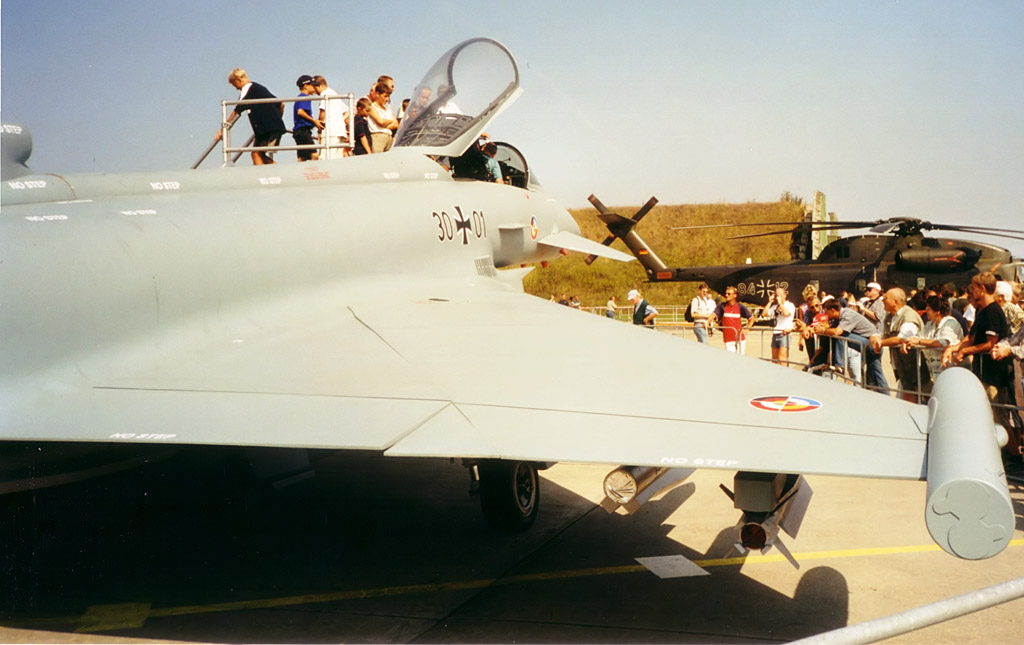
Eurofighter presentat per a la seva exposició a Laage.

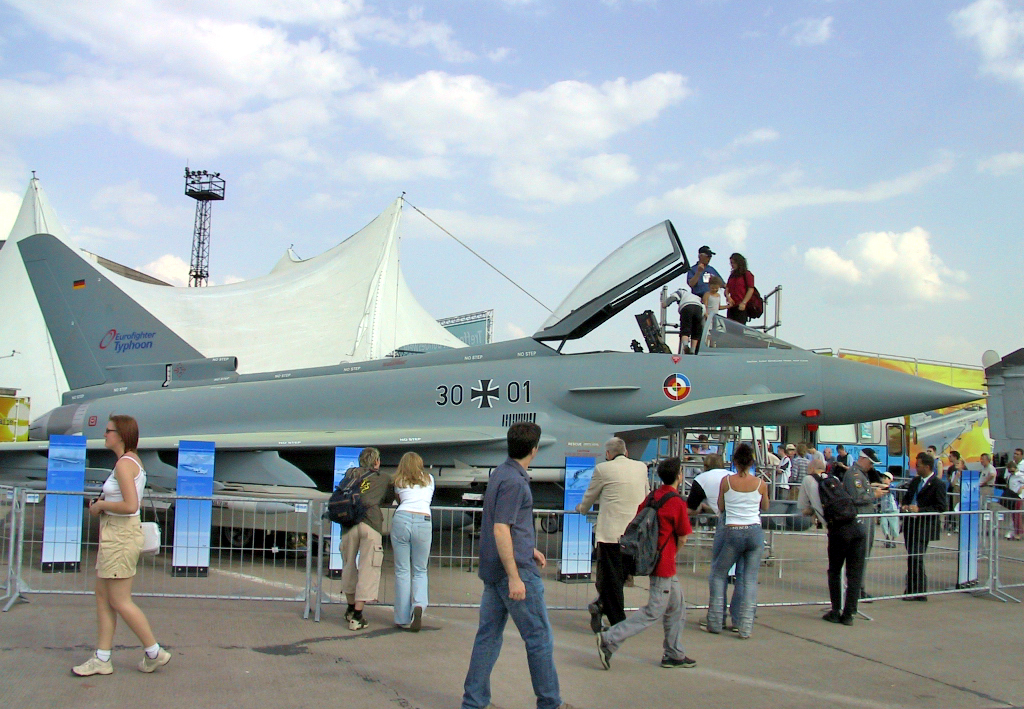
Eurofighter a l'exposició ILA 2002.

L'Eurofighter Typhoon és l'únic avió de combat modern que té línies de muntatge diferents (el F-16 només es produeix internacionalment sota llicències limitades). Cada soci munta els seus propis avions, encara que construeix les mateixes parts de les 620 aeronaus.
- Alenia
  - Ala esquerra
  - Marges d'atac externs
  - Seccions de fuselatge posterior
- BAE Systems
  - Fuselatge frontal (incloent canards)
  - Pavelló
  - Espina dorsal
  - Aletes de cua
  - Marges d'atac interns
  - Seccions de fuselatge del darrere
- EADS Germany
  - Fuselatge central
- EADS CASA[4]
  - Ala dreta
  - Superfícies de marges

La producció es divideix en tres fases (o tranche en la denominació oficial) amb un augment de capacitat incremental en cada fase (vegeu taula inferior).
| País           | Fase 1 | Fase 2 | Fase 3 | Total |
| -------------- | ------ | ------ | ------ | ----- |
| Alemanya       | 44     | 68     | 68     | 180   |
| Aràbia Saudita | 0      | 48     | 24     | 72    |
| Àustria        | 15     | 0      | 0      | 15    |
| Espanya        | 20     | 33     | 34     | 87    |
| Itàlia         | 29     | 46     | 46     | 121   |
| Regne Unit     | 55     | 89     | 88     | 232   |
| TOTAL          | 163    | 284    | 260    | 707   |

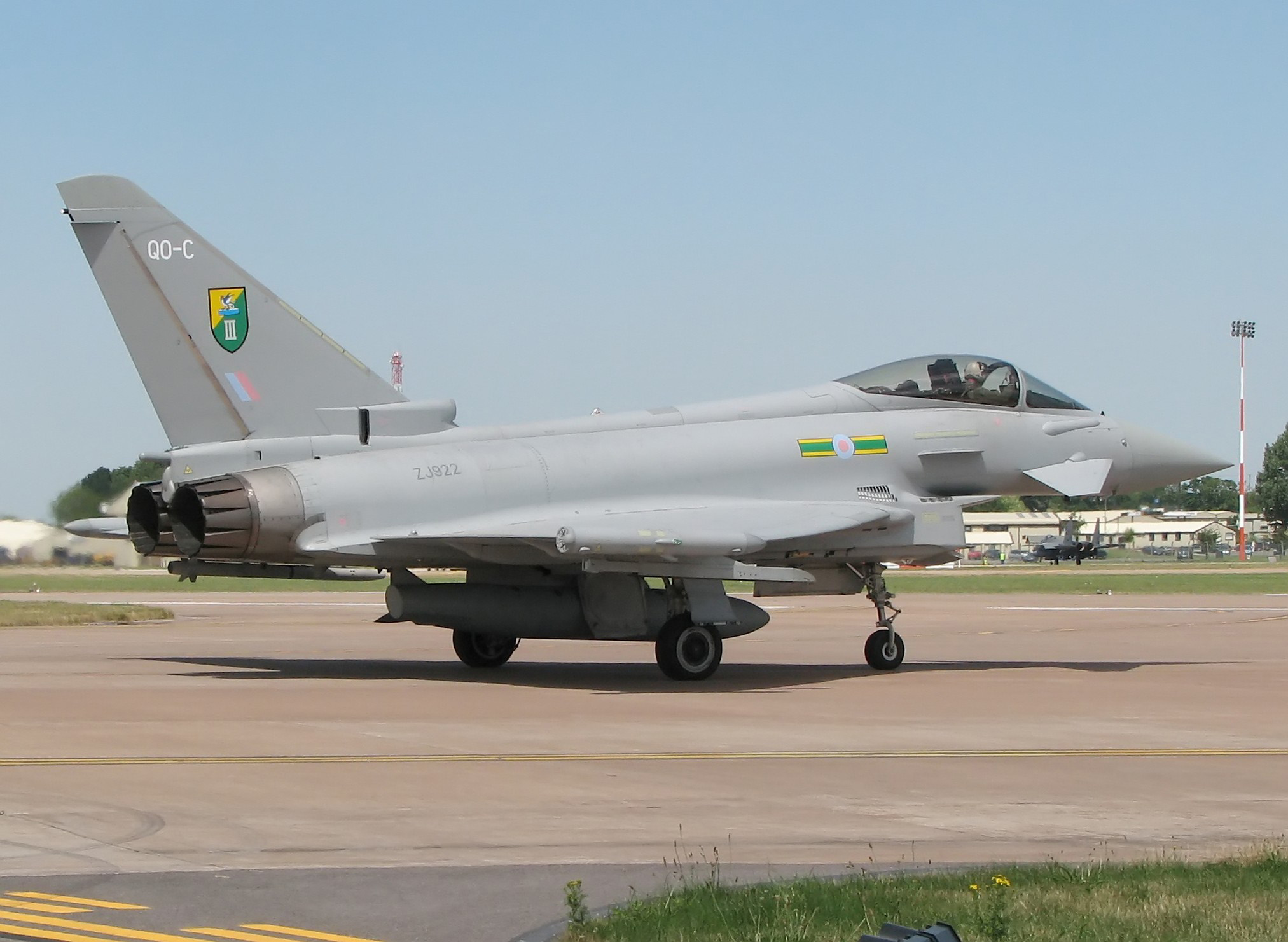
Eurofighter Typhoon britànic
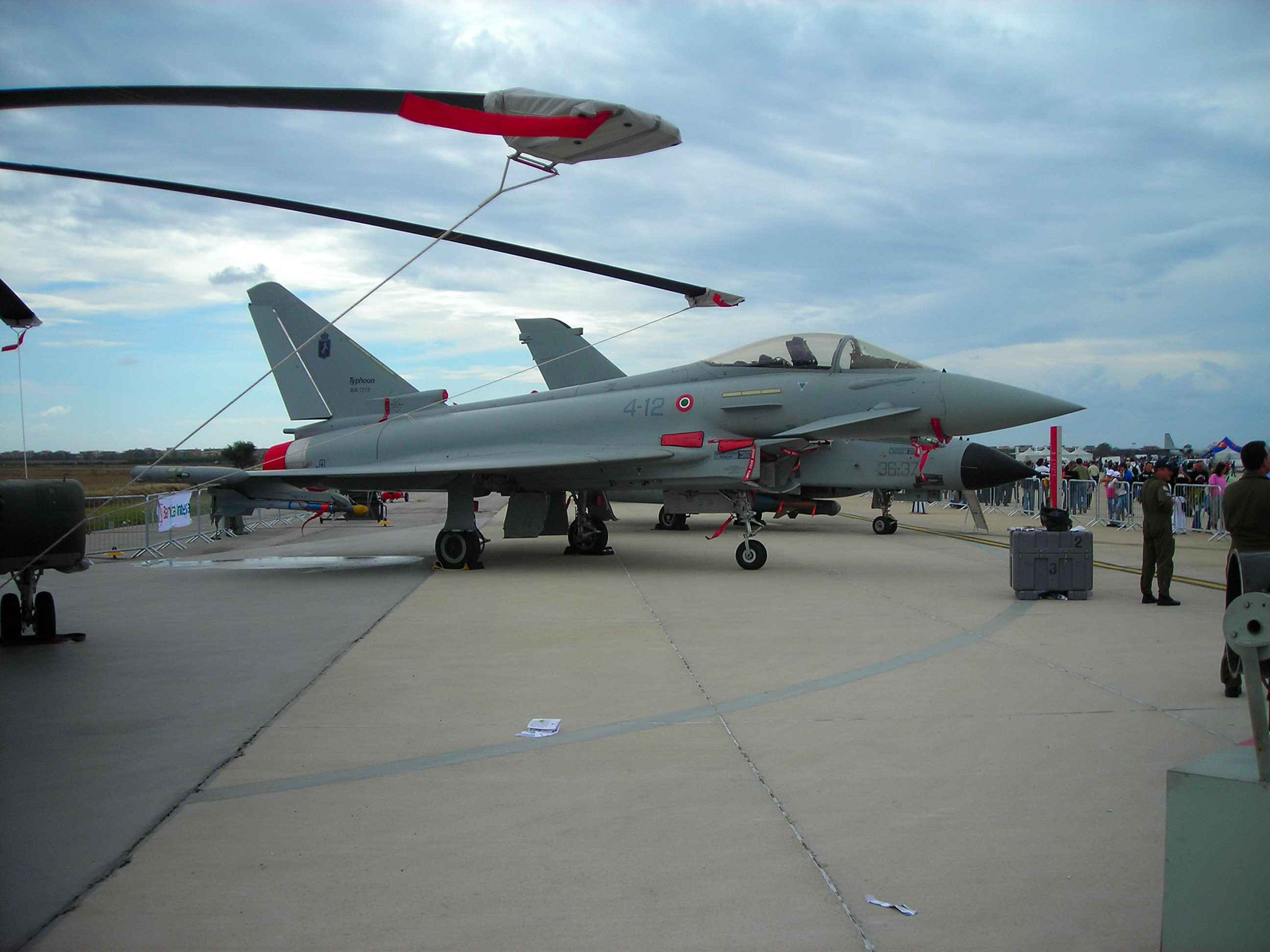
Eurofighter Typhoon italià
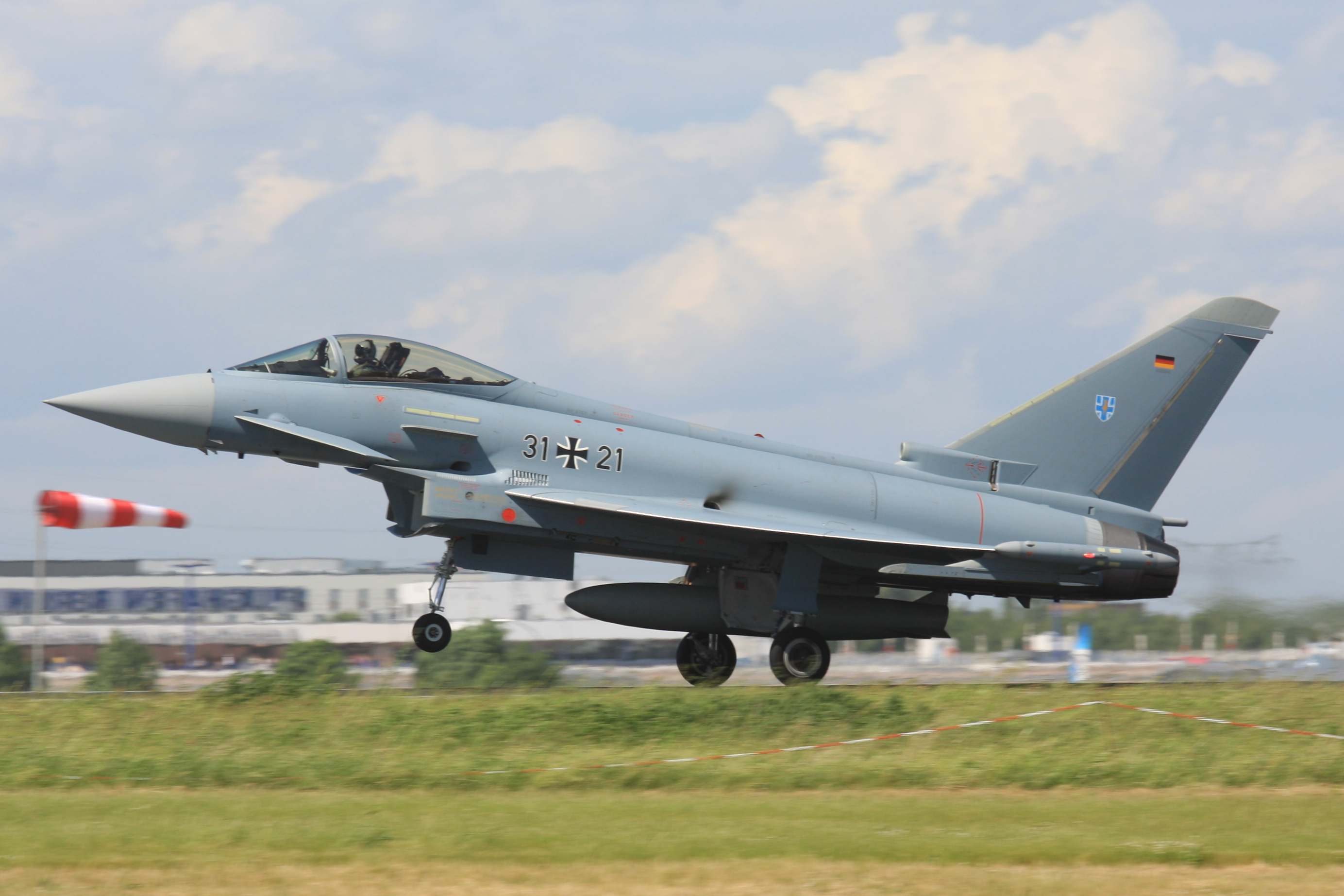
Eurofighter Typhoon alemany
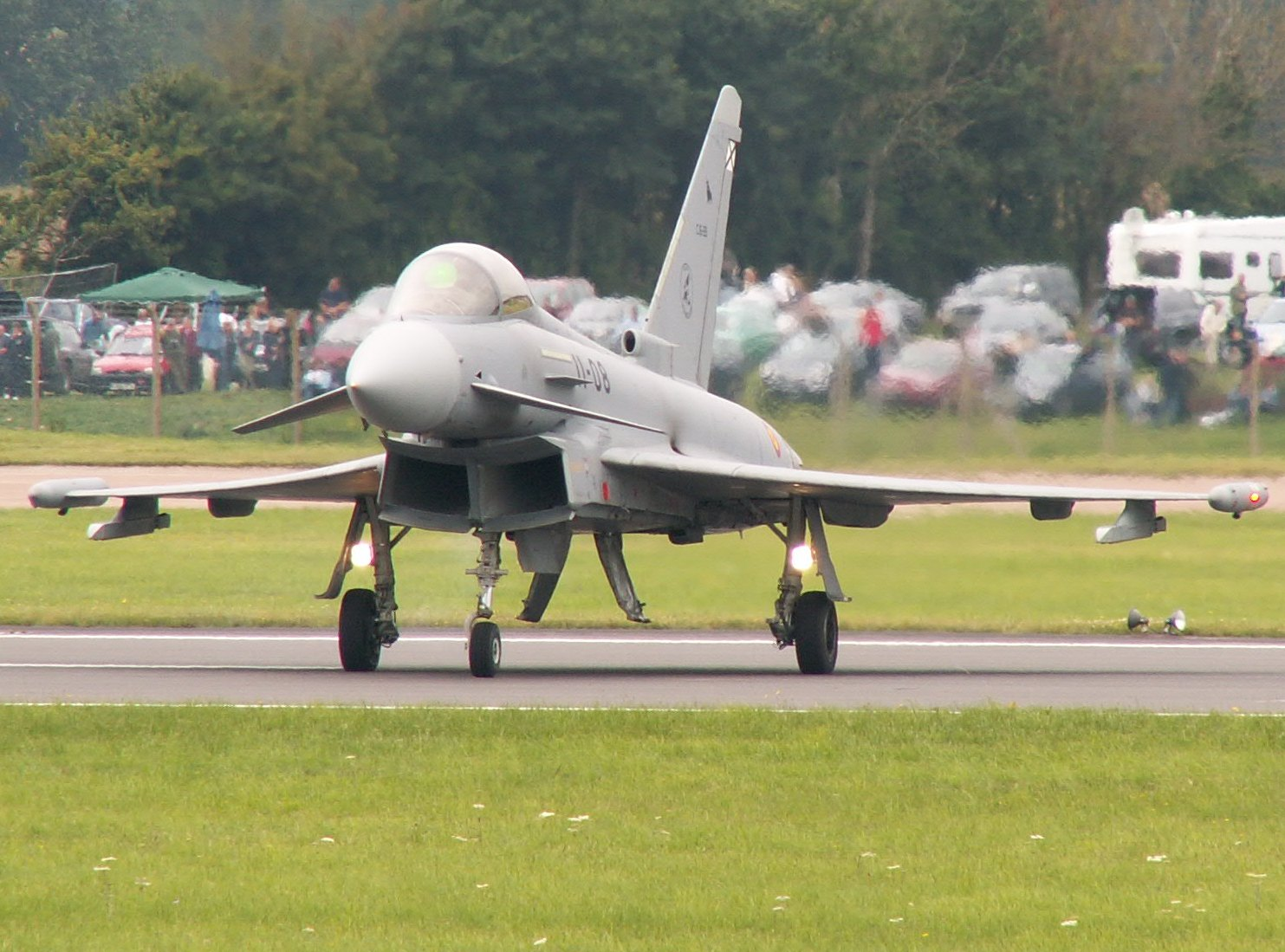
Eurofighter Typhoon espanyol

### Exportacions

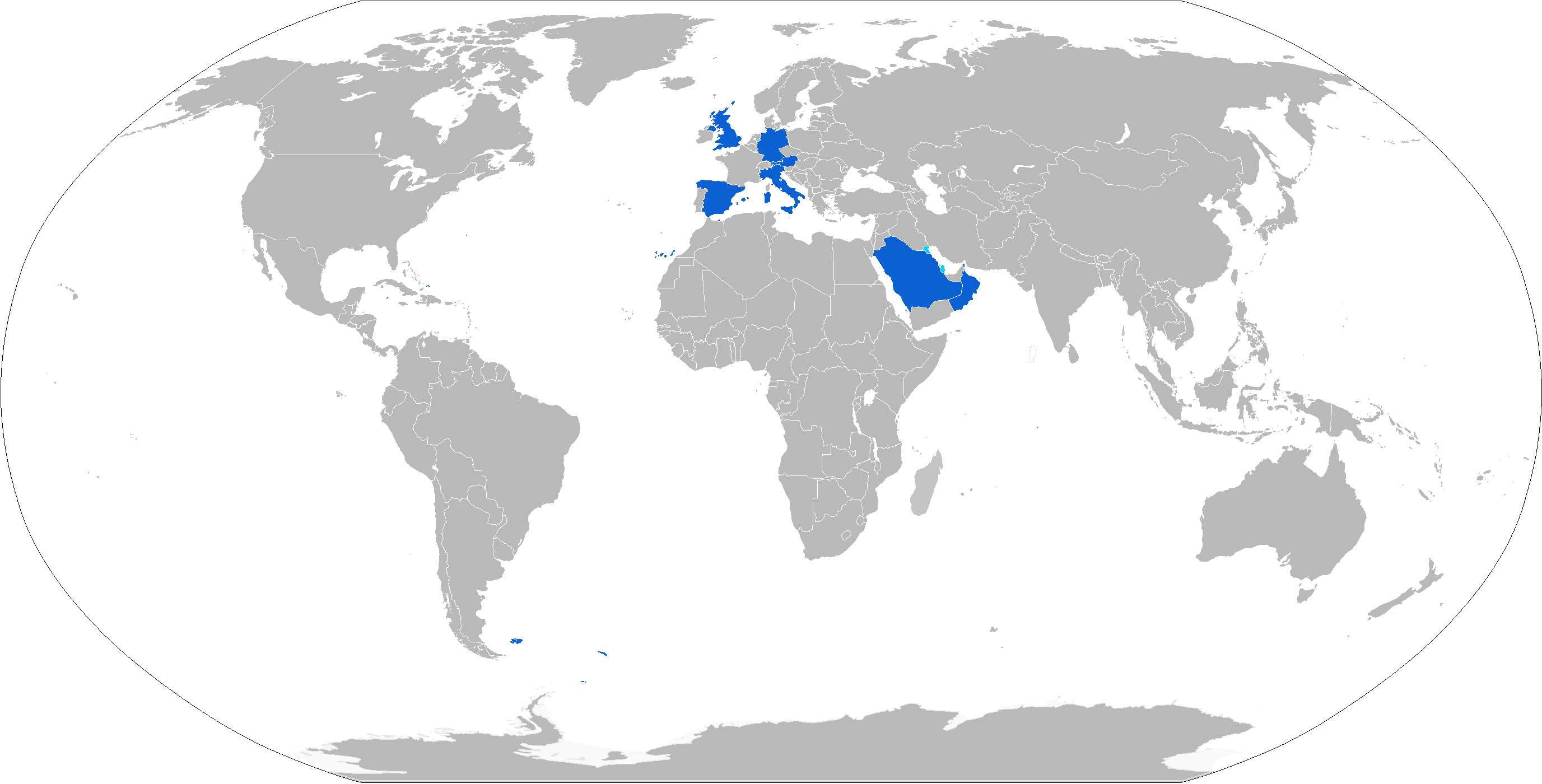
Països que operen o tenen encarregat l'Eurofighter Typhoon.

#### Grècia
En 1999 el govern grec va acordar la compra de 60 Typhoon per reemplaçar els seus avions de combat de segona generació. La compra s'ha retardat a causa de problemes econòmics. El juny de 2006 el govern va anunciar un pla d'adquisició plurianual per 2.200 milions d'euros amb la intenció d'aconseguir l'adquisició d'un caça de següent generació en els propers 10 anys. El Typhoon està entre els candidats al costat del Dassault Rafale i al Lockheed Martin F-35 Lightning II.

#### Àustria
El 2 de juliol de 2002 el govern austríac va anunciar la decisió d'adquirir el Typhoon com el seu nou avió de defensa aèria. L'encàrrec de 18 Typhoon es va finalitzar l'1 de juliol de 2003, incloent 18 avions, entrenament de pilots i tripulació de terra, logística, manteniment i un simulador. El futur d'aquesta comanda va ser qüestionat pel Parlament austríac.
El 26 de juny de 2007 el ministre de Defensa austríac Norbert Darabos va anunciar una reducció de la comanda inicial, que va passar de 18 a 15 unitats. El primer dels Eurofighter demanats per Àustria va ser lliurat el 12 de juliol de 2007, entrant a formar part de la Força Aèria Austríaca.

#### Aràbia Saudita
El 18 d'agost de 2006 es va anunciar que Aràbia Saudita adquiriria 72 Typhoon per equipar a la Real Força Aèria Saudita. Al novembre i desembre es va informar que Aràbia Saudita havia amenaçat de comprar Rafale francesos per la investigació del cas Al Yamamah que va començar en els anys 1980. No obstant això, el 17 de setembre de 2007, Aràbia Saudita va confirmar la comanda de 72 Eurofighter Typhoon per 4.430 milions de lliures esterlines.
L'11 d'agost de 2008 Aràbia Saudita va començar les discussions amb BAE Systems per a l'adquisició d'un segon lot de 72 o més aparells.

#### Compradors possibles
També l'Eurofighter Typhoon és candidat al Japó en el concurs per proveir a la seva força aèria d'un caça de nova generació, competint amb els estatunidencs Boeing F/A-18E/F Super Hornet i F-15E Strike Eagle.
Altres possibles compradors potencials del Typhoon són Índia, Dinamarca, Noruega, Pakistan, Turquia, Romania, i Oman, mentre que va ser rebutjat per Brasil,
Corea del Sud i Singapur.

## Inventari

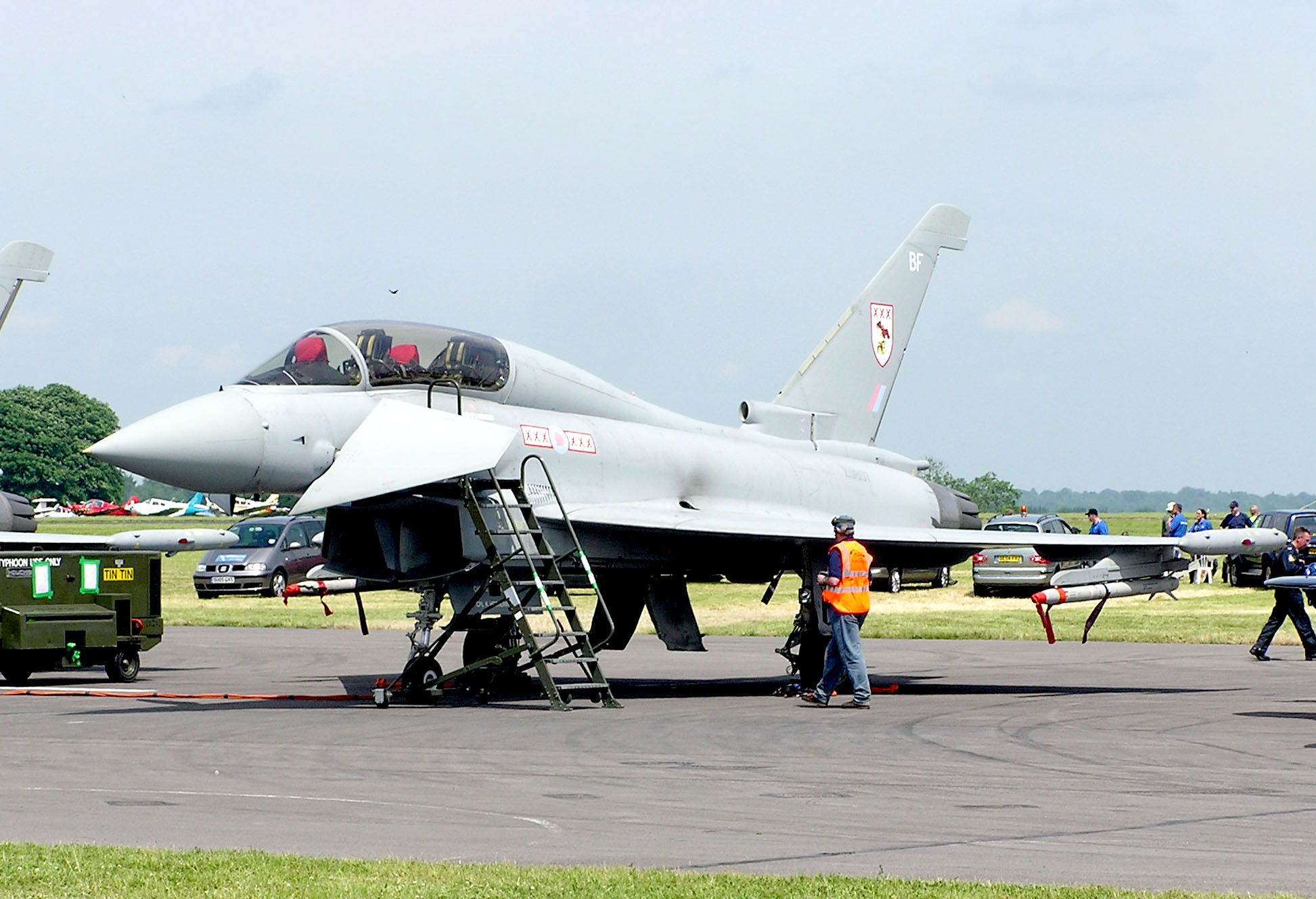
Eurofighter Typhoon T.1 de la Royal Air Force.

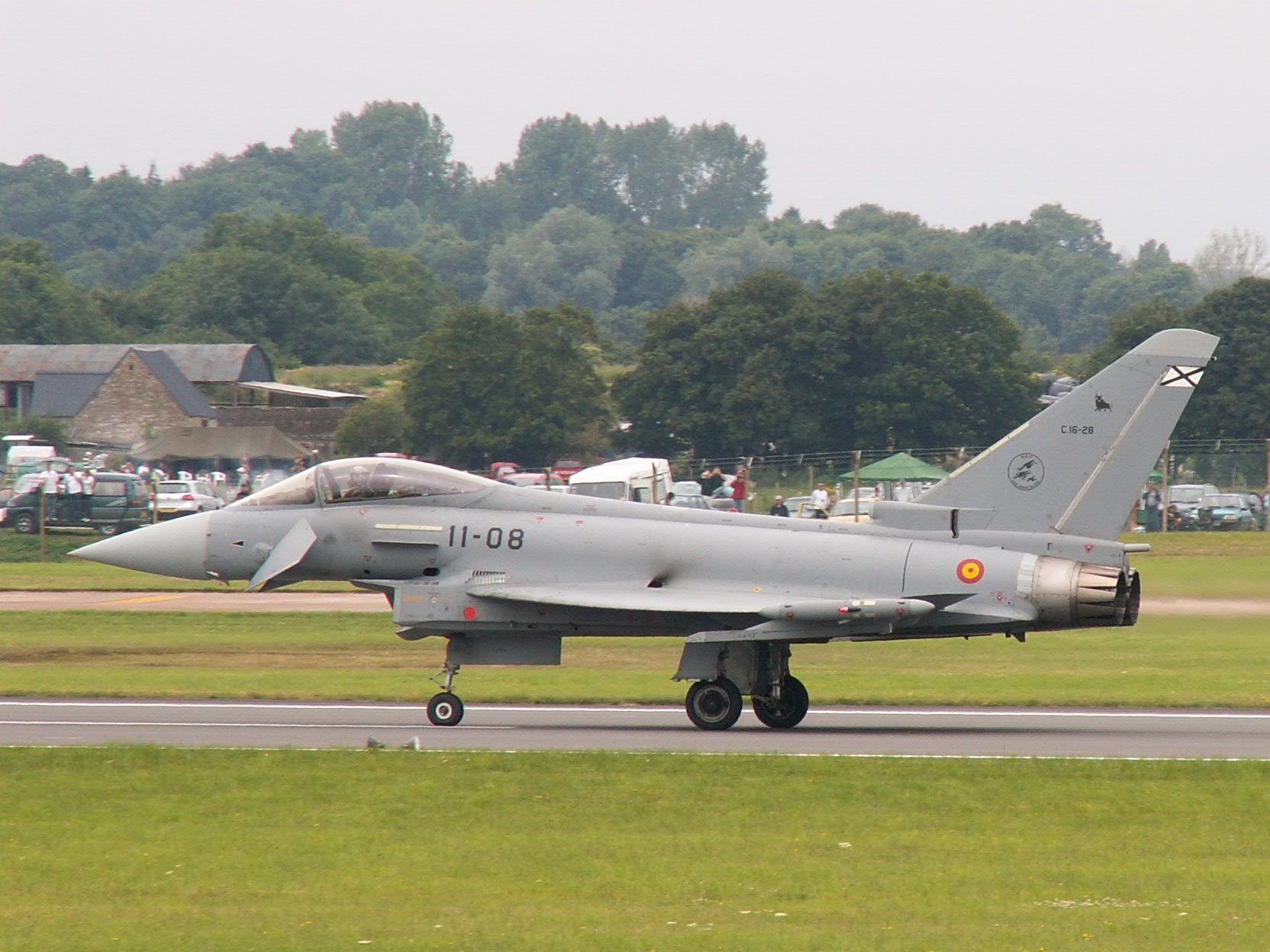
Un Eurofighter Typhoon de l'Exèrcit de l'Aire d'Espanya en el Royal International Air Tattoo de 2007.

Malgrat els retards i controvèrsies pel seu cost, el Typhoon es troba en producció des de l'any 2003.
- Al servei britànic, aquesta aeronau substituirà a l'interceptor Tornado F3 i a l'avió d'atac a terra Jaguar GR3A. Els Tornado seran reemplaçats gradualment en el període 2006-2010, i els Jaguar en el 2010-2014. Els lliuraments inicials de Typhoon a la RAF van començar el 2003. La primera unitat va ser una Unitat d'Avaluació Operacional, dissetè esquadró de la Royal Air Force, l'any 2003, seguida de la Unitat de Conversió Operacional, 29º esquadró de la RAF, l'any 2004.

- A Espanya, l'Eurofighter Typhoon és denominat C.16 Typhoon i va entrar en servei a l'octubre de 2004.[22] Està destinat a la unitat Ala 11 de l'Exèrcit de l'Aire, situat a la Base Aèria de Morón (Sevilla).[22] Després d'aquests lliuraments a l'Ala 11, l'Ala 14 rebrà Eurofighters en la següent dècada, substituint als Mirage F1 a la Base Aèria de los Llanos (Albacete).[2] Finalment, si es confirma la compra de les 16 opcions de nous aparells, aquests substituiran a la vintena de F/A-18 ex-US Navy que opera l'Ala 46 a la base de Gando.

- Un treball de màrqueting i comercialització va aconseguir una comanda d'Àustria de 15 unitats i de l'Aràbia Saudita per un nombre de 48 unitats, més 24 opcionals (amb probabilitat de noves adquisicions).

- El govern grec també va seleccionar l'Eurofighter, però la comanda es va posposar per la despesa ocasionada pels Jocs Olímpics d'Atenes 2004,[23] i per la compra posterior de 30 F-16, la qual cosa ha semblat indicar un desinterès del govern grec per l'Eurofighter.

- Noruega també ha expressat el seu interès, i participa en el programa de manera testimonial,[24] encara que també ho fa en el programa Joint Strike Fighter nord-americà.

- Entre els països que han mostrat interès en l'Eurofighter destaca Turquia, de la qual es diu que fins i tot podria passar a ser el cinquè soci del programa.

El Typhoon pot arribar a complir els requeriments del programa per al futur sistema ofensiu aeri del Regne Unit, que busca reemplaçar la capacitat d'atac profund, coberta fins al moment pel Tornado GR4. Si és seleccionat, el Typhoon haurà de ser reformat per modificar la càrrega interna d'armament així com incrementar la capacitat interna de combustible.

## Sistemes

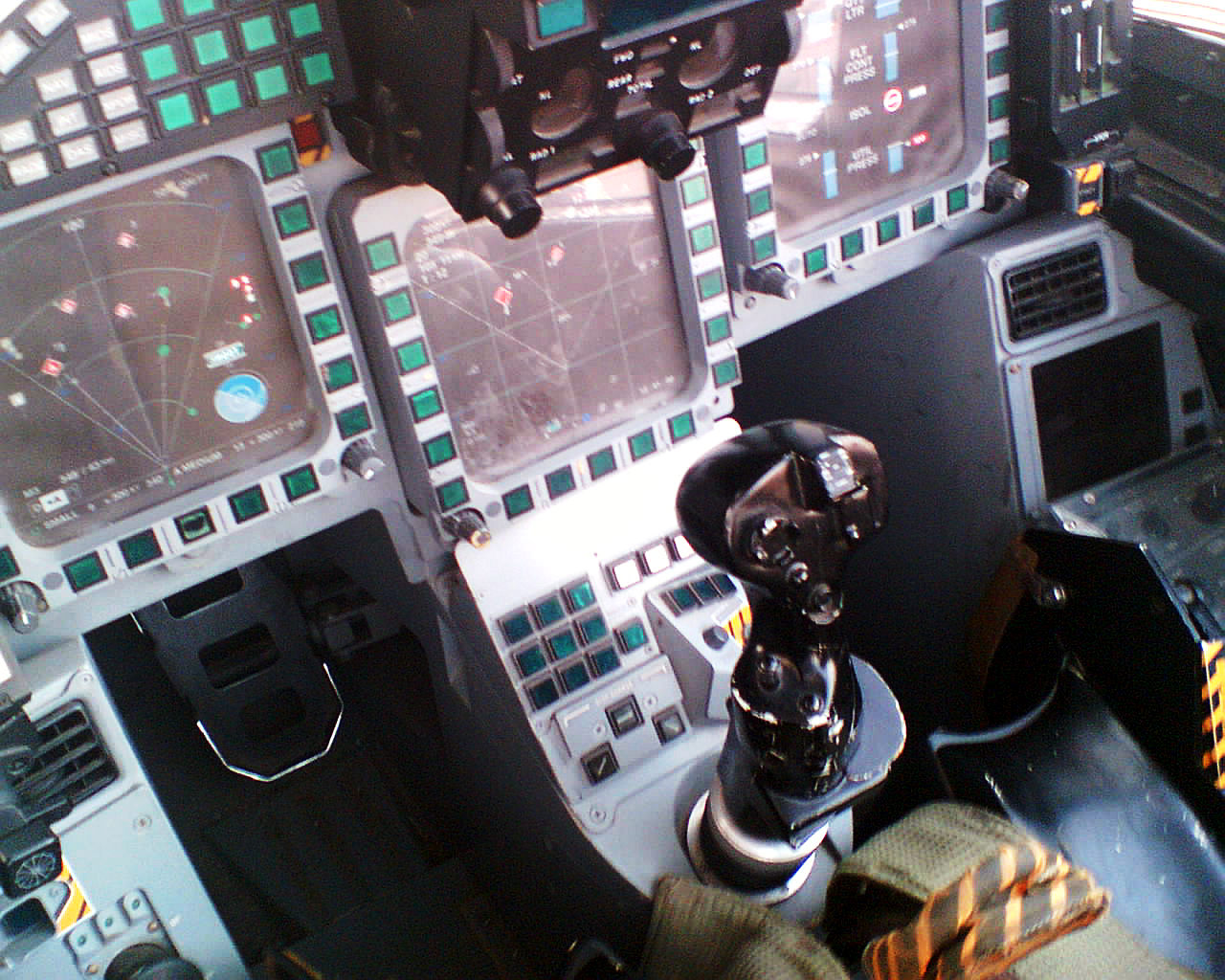
Interior de la carlinga de l'Eurofighter Typhoon

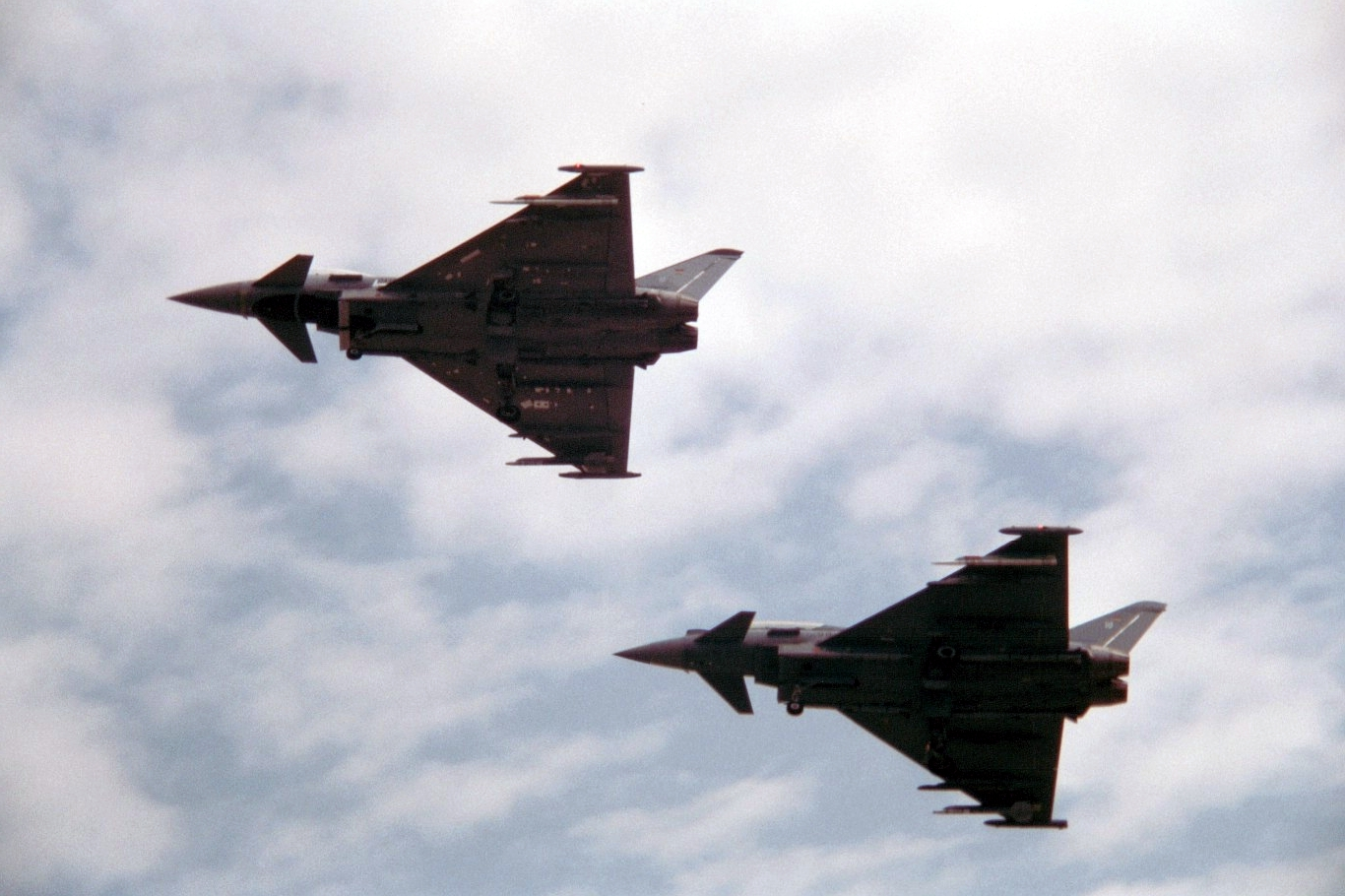
Vista inferior de dues Eurofighter Typhoon en ple vol.

Com tot armament modern, l'Eurofigther posseeix multitud de sistemes, dels quals cap destacar el FCS del tipus "Carefree Handling" desenvolupat per BAES i GEC Marconi, que controla les maniobres de l'avió així com altres subsistemes menors, com l'admissió de l'aire per mitjà del sistema varicrowl.
El Radar ECR 90 Captor està basat en el Radar Ferranti Blue Vixen de l'Harrier FSR.Mk2, ja que la freqüència de polsos del radar FoxHunter del Tornado F.Mk3 no complia els requeriments de l'avió. El radar és del tipus multimode de quarta generació, amb pols Doppler en banda X, que permet identificar objectius a més de 150 km (BVR) i amb capacitat de recerca i bloqueig cap amunt i cap avall. Està prevista com a millora del radar la substitució de l'antena d'escombrat mecànic per una antena d'escombrat electrònic AESA (Active Electronically Scanned Array) d'aproximadament 1.400 mòduls TR. D'aquesta manera el radar passarà a denominar-se CAESAR (acrònim de Captor AESA Radar). Segons el consorci Euroradar (fabricant del Euroradar CAPTOR) les capacitats del radar Captor es veuen incrementades de manera significativa amb l'adopció de l'antena d'escombrat electrònic. A més, segons aquestes informacions, es pot convertir de manera senzilla un radar Captor en CAESAR simplement canviant l'antena i actualitzant el programari associat al radar.
El Sistema PIRATE permet la detecció i fixació de blancs per mitjà d'infraroigs, amb un abast de 30 km i ha estat desenvolupat pel consorci Eurofirst. Presenta diverses maneres de funcionament com: Aire ?Aire i Aire-Terra i a més permet l'intercanvi de dades amb el radar ECR 90, encara que és probable que s'usi solament en maneres de detecció Aire-Aire posat que la RAF, per exemple, ha comprat contenidors Litening II per a labors d'atac.
El DASS és un sistemes de detecció i resposta davant amenaces. El sistema avisa de la presència d'activitat hostil i activa automàticament les contramesures més adequades per a cada tipus d'amenaça. El casc té visor integrat en la visera que li proporciona informació relativa a blancs, velocitats i distàncies.
El subsistema HST del casc li permet apuntar a un blanc al que s'està mirant, encara que aquest sigui fora del rang de visió del HUD. Fins i tot podent llançar míssils a blancs situats "sobre l'espatlla".
El DVI (Direct Voice Input) és un sistema que permet la interacció amb l'avió per mitjà de la veu. El pilot pot dur a terme accions com a assignacions de blancs, canvis de rutes de navegació, canvi de la informació en les pantalles de presentació de dades, etc.
El sistema ESM mesura les emissions electromagnètiques i permet identificar-les, així com les seves adreces. En la cabina es disposa d'un Head-up display (HUD) d'ampli camp de visió en la qual es rep informació de les característiques de vol i de les maneres de combat, a més pot presentar imatges del sistema FLIR del PIRATE.
El Typhoon té tres pantalles multifunció MHDD amb tot tipus d'informació. Els comandaments segueixen la doctrina HOTAS contenint més de 50 funcions. Per acabar amb els sistemes cap destacar les proves amb el vestit de vol denominat Libelle dissenyat perquè el pilot suporti maniobres amb alts valors de G. Aquest inclou un sistema que està format per un entramat de tubs de líquid que provoca pressió sobre certes zones del cos, depenent de les circumstàncies. Amb aquest nou vestit els pilots s'han manifestat còmodes en maniobres a 12 Gs, amb capacitat per moure els braços i parlar per ràdio.

## Rendiment en combat

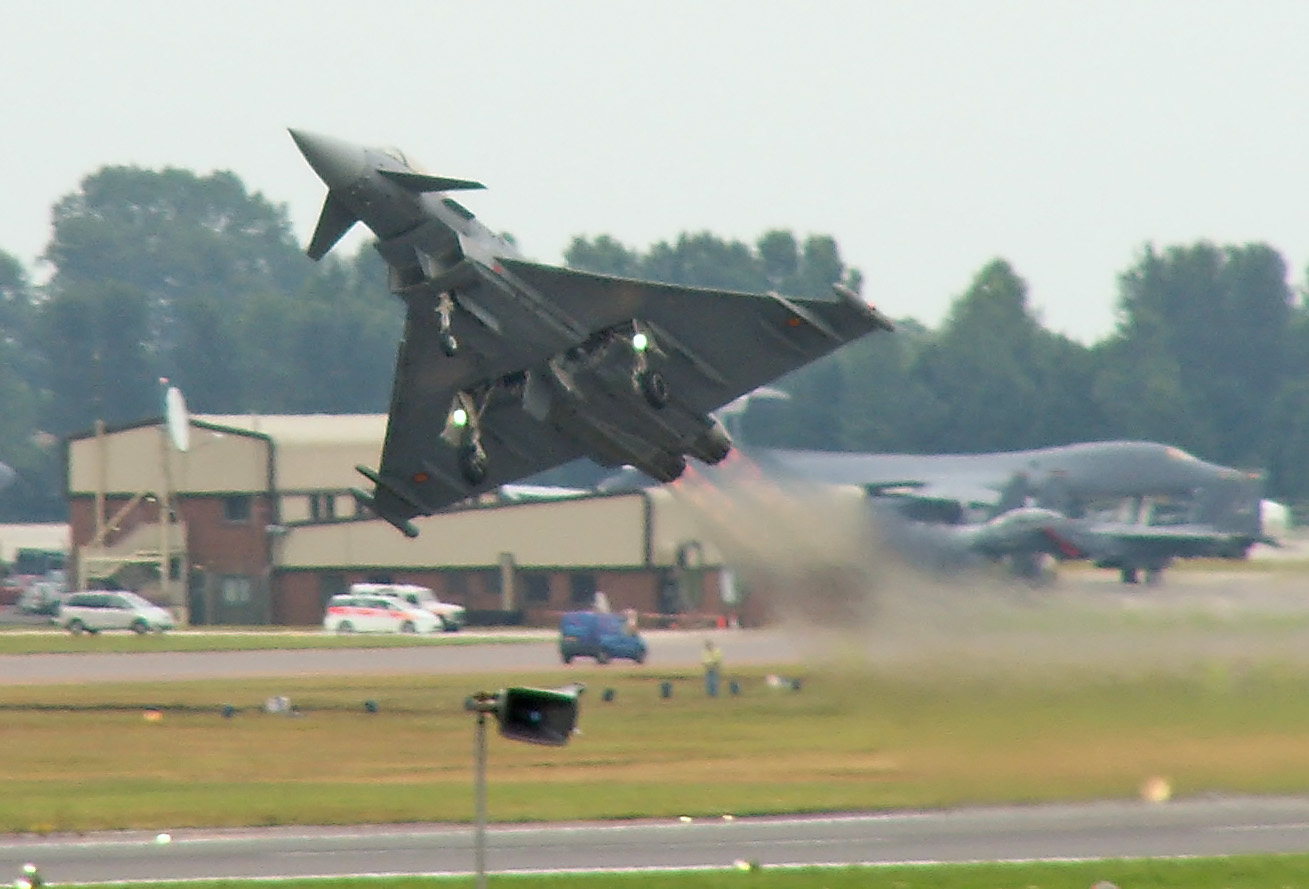
Eurofighter Typhoon espanyol en una maniobra d'enlairament en el Royal International Air Tattoo 2007.

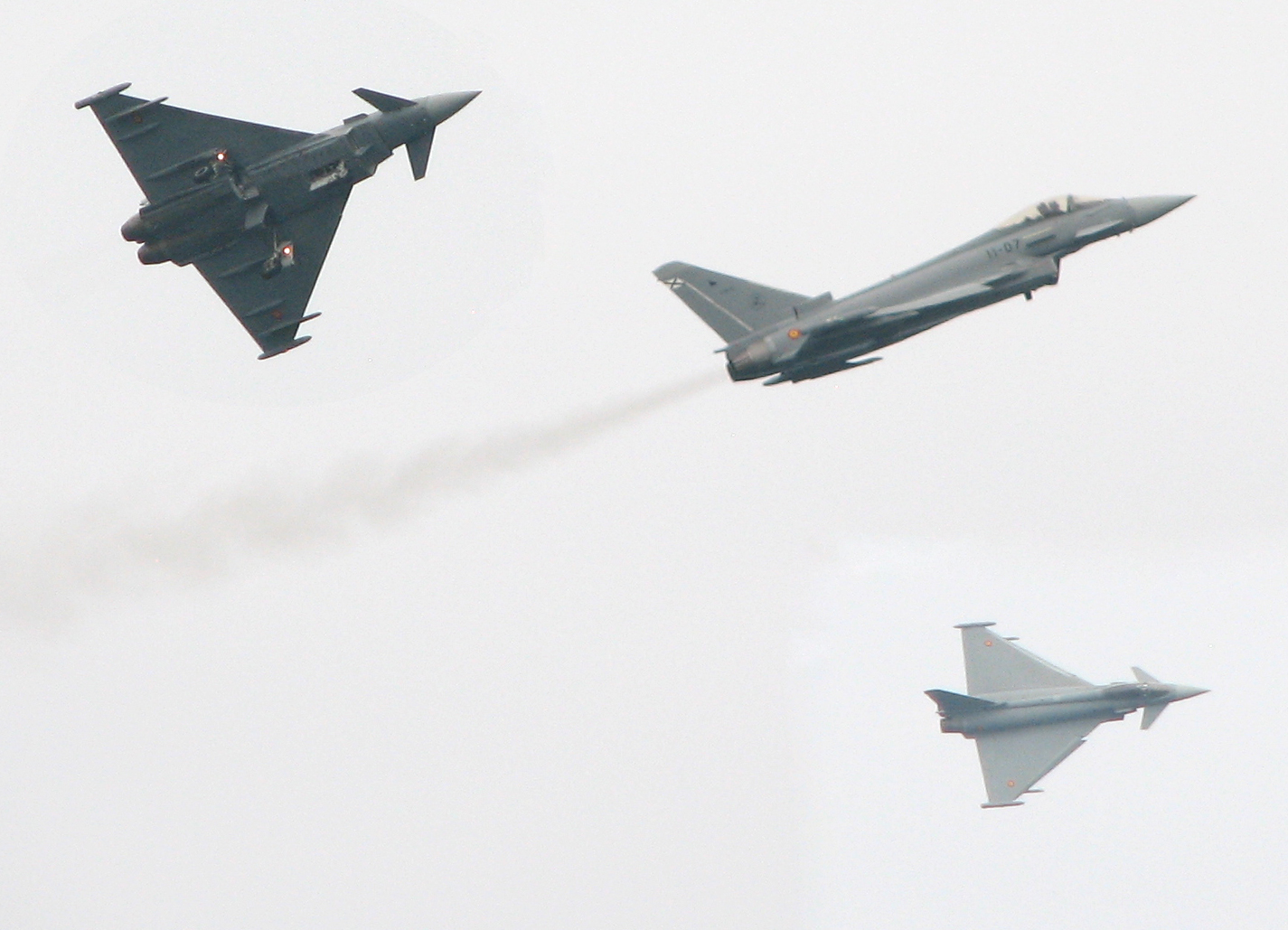
Tres Eurofighter Typhoon espanyols.

El rendiment en combat del Typhoon, comparant-ho en particular amb el F-22 Raptor i el F-35 (sota desenvolupament als Estats Units) i el Dassault Rafale desenvolupat per França, ha estat objecte d'especulacions. Encara que realitzar comparacions totalment veraces i imparcials és impossible amb la informació pública disponible, hi ha un estudi de l'Agència d'Avaluació i Investigació en Defensa del Regne Unit comparant al Typhoon amb altres caces contemporanis; en aquest estudi el Typhoon era el segon només després del F/A-22.
El juliol de 2004 el general John P. Jumper, Cap d'estat major de la Força Aèria dels Estats Units va provar un Eurofigther de la Luftwaffe a Lagge, convertint-se així en la primera persona a haver-hi volat en ambdós avions (Typhoon i Raptor). Aquest mateix dia va declarar: "I've flown all the Air Force jets. None was as good as the Eurofighter" ("He volat en tots els reactors de la força aèria estatunidenca. Cap és tan bo com l'Eurofighter"). El març de 2005, va comentar a la revista de les Forces Aèries sobre els dos avions. El general va dir: "the Eurofighter is both agile and sophisticated, but is still difficult to compair to the F/A-22 Raptor" ("L'Eurofighter és alhora àgil i sofisticat, però encara és difícil comparar-ho amb el F/A-22 Raptor").
El juny de 2005, The Scotsman va anunciar que, en una confrontació amb dues caces F-15 nord-americanes, un pilot d'Eurofighter va aconseguir evitar als seus perseguidors i maniobrar fins a col·locar-se en posició de tir. L'èxit d'aquesta nau va ser una sorpresa tant per als nord-americans com per la Royal Air Force.
Mentre el Typhoon manca de la tecnologia furtiva del F/A-22, el seu disseny incorpora molts detalls que donen, com a resultat, una "signatura de radar" molt més petita que caces anteriors. És capaç de mantenir velocitats de creuer supersòniques sense utilitzar postcremador, per la qual cosa al costat del F/A-22, té capacitat de super-creuer.
A causa del seu disseny en ala delta el Typhoon és una aeronau de gran maniobrabilitat. Això s'aconsegueix gràcies al fet que el Typhoon és inherentment inestable, un quàdruple sistema de control digital dona una estabilitat artificial en estar ajustant constantment les superfícies de control (control per senyals elèctrics).
Segons EADS, la velocitat màxima possible és Mach 1,5 (encara que baixa a Mach 1,3 amb la càrrega d'armament aire-aire).
El míssil de llarg abast aire-aire que portava l'Eurofighter en iniciar la seva vida operativa era el AIM-120 AMRAAM, però aquest serà substituït pel MBDA Meteor, quan estigui disponible, amb un abast i maniobrabilitat major que cap altre projectil disponible. Això hauria de donar un major avantatge sobre caces amb míssils menys avançats, particularment a aquells sense els beneficis de les tecnologies furtives, i per tant, més fàcilment detectables per radar.

## Problemes
Un diari alemany va publicar l'any 2004 que els pocs Eurofighters en servei en la Luftwaffe no complien les especificacions requerides. A causa de dificultats tècniques, els avions només podien enlairar-se sense munició per al canó i amb temperatures moderades. De totes maneres, és important destacar que les primeres aeronaus es lliuraven amb acabat bàsic, amb la possibilitat d'incrementar-se gradualment, de fet, BAE ha afirmat que les capacitats de les aeronaus evolucionaran més ràpid que l'entrenament dels pilots.
L'any 2001 es va anunciar que la RAF no utilitzaria el canó automàtic intern de l'avió. Això no es devia al fet que es percebés el canó com a inadequat sinó per considerar-ho innecessari, ja que l'armament amb míssils es considerava més adequat per al rol de caça del Typhoon. De tota manera l'eliminació del canó afectaria a les característiques de vol de l'avió, requerint modificacions al programari de vol que hauran de ser pagades per la RAF. Precisament, a causa d'aquesta circumstància, la RAF va anunciar que tots els seus Typhoon portarien el canó, encara que no seria utilitzat. Els tècnics de la RAF van assegurar que això estalviaria diners en reduir el cost dels requeriments per als equips de terra i evitar els efectes de fatiga en disparar el canó. La RAF manté l'opció d'activar els canons en un temps mínim si els requeriments operacionals variessin.

## Historial d'operacions
- El 8 de febrer de 2007, tres Eurofighter Typhoon espanyols van participar en la seva primera missió de reconeixement durant la cimera de l'OTAN celebrada a Sevilla.[28]
- El 17 d'agost de 2007, dos Eurofighter Typhoon pertanyents al XI Squadron de la RAF van interceptar un Túpolev Tu-95 que es va aproximar a l'espai aeri britànic.[29]
- Al voltant del 25 d'abril de 2008, un Eurofighter de la Royal Air Force va sofrir danys en aterrar a la base Aeronaval de China Lake (Estats Units). El pilot no es va veure obligat a activar el seu seient projectable i no va resultar ferit.[30]

## Cultura popular
En els simuladors de vol existeixen una o més variants de l'Eurofighter Typhoon, com el simulador de vol de codi obert FlightGear, així com en el sector comercial.

## Versions

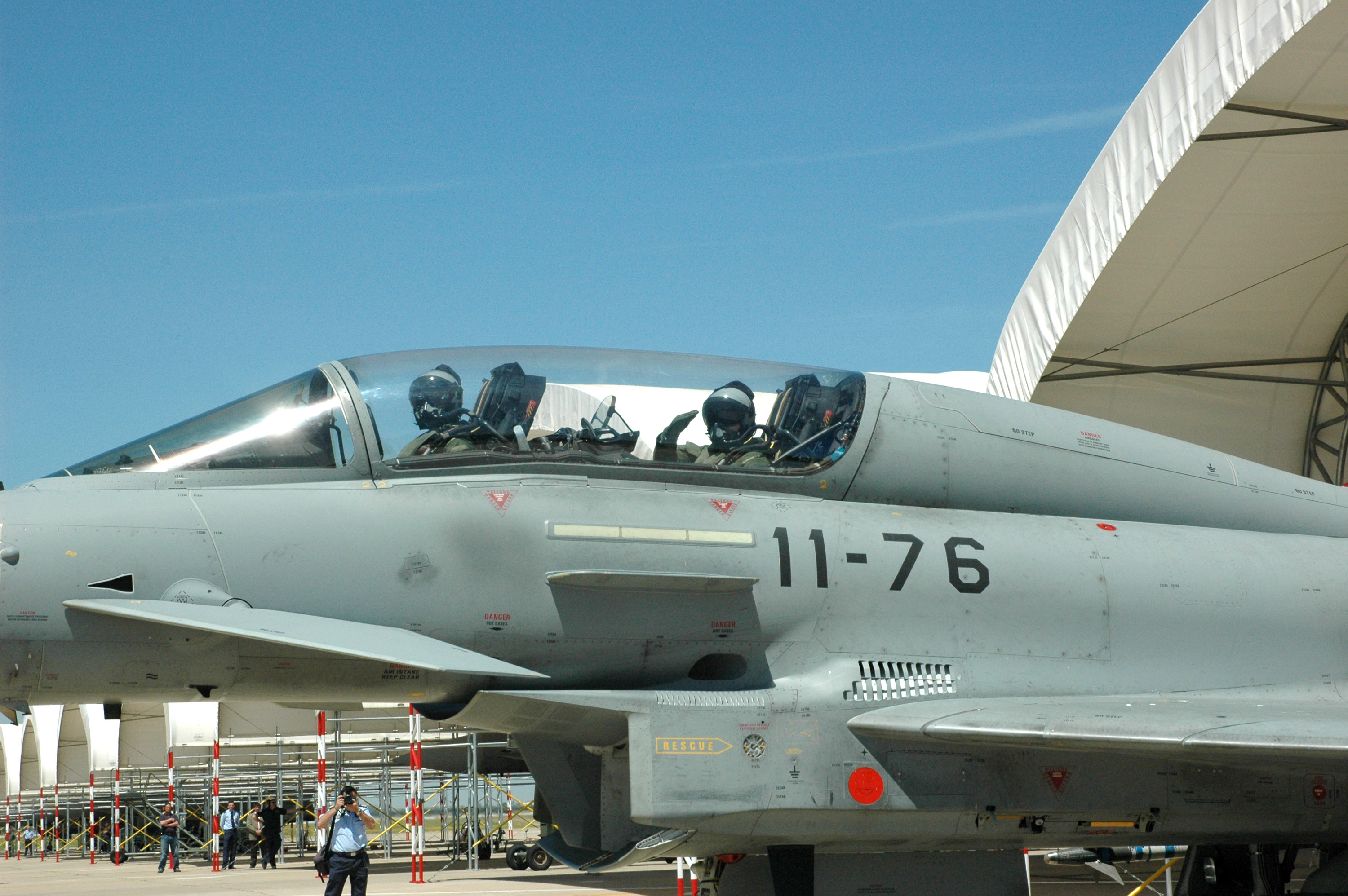
Detall de la secció davantera de l'Eurofighter.

- DA (Development aircraft - Aeronau de Desenvolupament) - Set avions amb equipament i missions diferents.
  -  DA1 (Alemanya) - Estructura de vol, motors i Programari de Control de Vol (FCS - Flight Control Programari).
  -  DA2 (Regne Unit) - Desenvolupament del FCS i millores estructurals.
  -  DA3 (Itàlia) - Desenvolupament de sistemes armamentístics.
  -  DA4 (Regne Unit) - Desenvolupament de radar i aviónica, sent actualitzat a la Fase 2.
  -  DA5 (Alemanya) - Desenvolupament de radar i aviónica, sent actualitzat a la Fase 2.
  -  DA6 (Espanya) - Desenvolupament d'estructura de vol i pilotatge (Estavellat).[32]
  -  DA7 (Itàlia) - Navegació, aviónica i càrrega de míssils.
- IPA (Instrumented Production Aircraft - (Aeronau instrumentada de producció) - Set avions de producció estàndard per a futur desenvolupament de sistemes.
  -  IPA1 (Regne Unit) - Sub-Sistema d'Ajuda Defensiva (DASS - Defensive Aids Sub System).
  -  IPA2 (Itàlia) - Integració d'armament aire-terra.
  -  IPA3 (Alemanya) - Integració d'armament aire-aire.
  -  IPA4 (Espanya) - Integració d'armament aire-terra i desenvolupament ambiental.
  -  IPA5 (Regne Unit) - Integració d'armament aire-terra i aire-aire.
  -  IPA6 (Regne Unit) - Conversió d'aeronaus de Sèrie (BS031) - Sistemes d'aviónica de la Fase 2.
  -  IPA7 (Alemanya) - Conversió d'aeronaus de Sèrie (GS029) - Estàndard de la Fase 2.
- SPA (Sèries Production Aircraft - Aeronau de Producció en sèrie) - Aeronau de producció per a nacions col·laboradores.
  -  RAF Typhoon T1 - Entrenador de doble seient britànic.
  -  RAF Typhoon F2 - Caça operatiu de seient únic.

## Especificacions[33][34][35]
Característiques generals

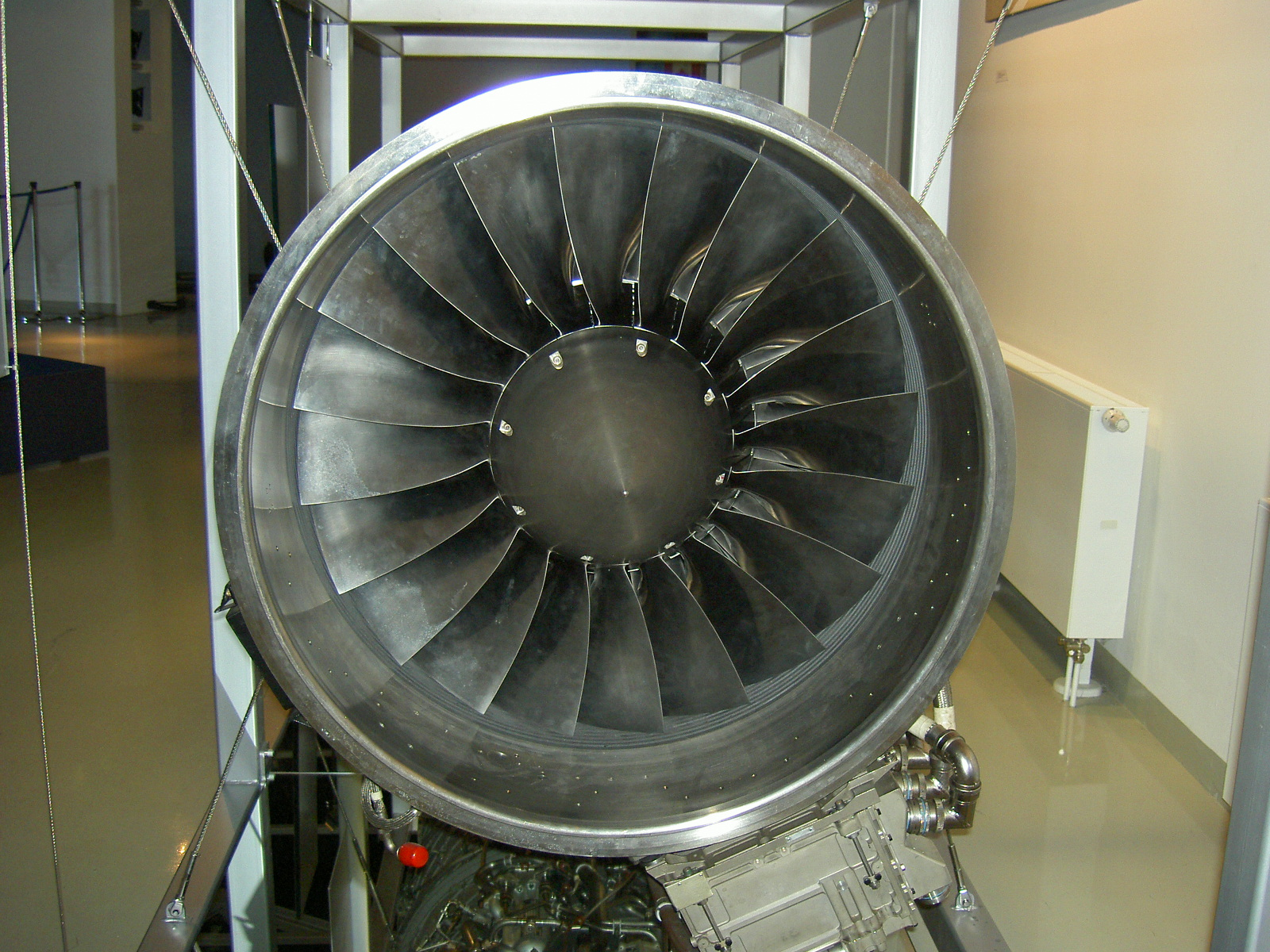
Compressor EJ200 de l'Eurofighter

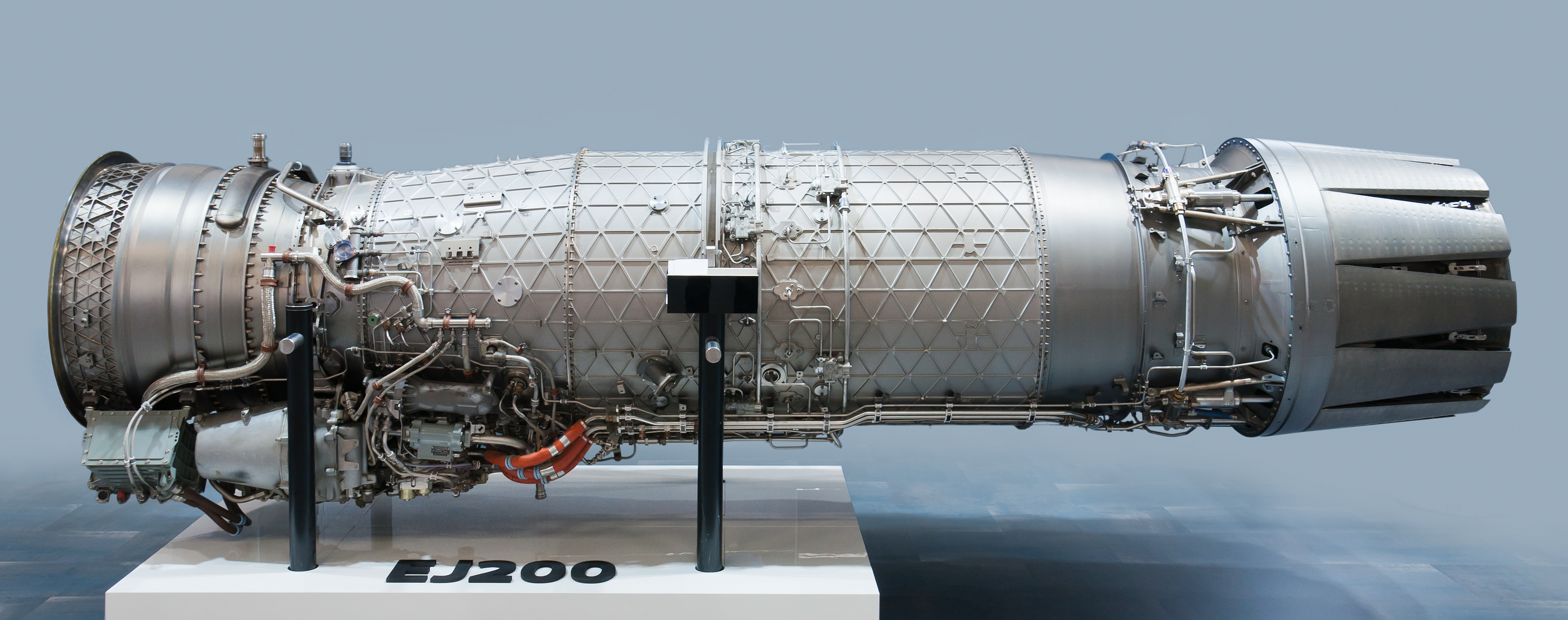
Motors EJ200 de l'Eurofighter

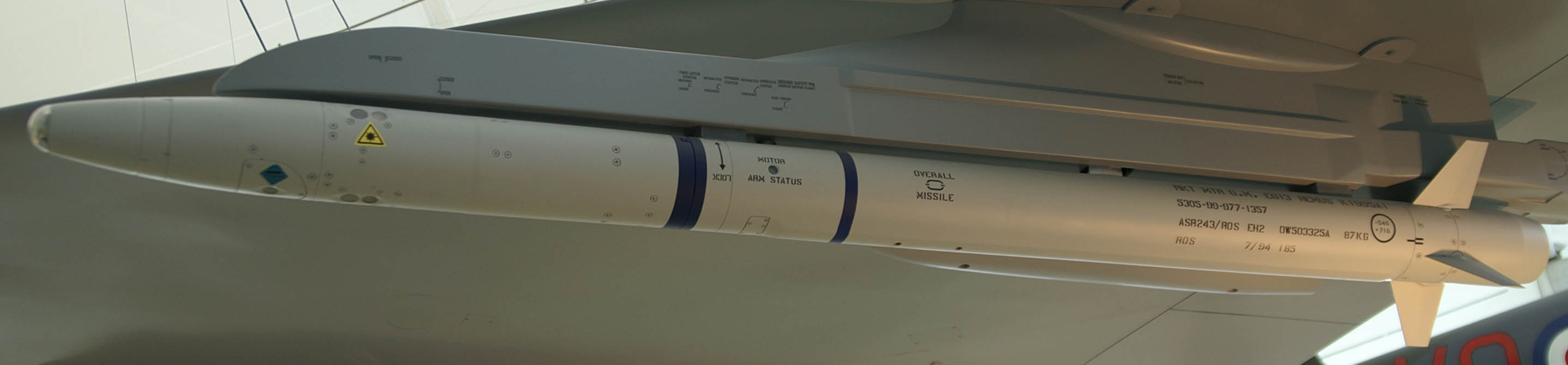
Míssil AIM-132 ASRAAM equipat en un Eurofighter Typhoon.

- Tripulació: 1 (2 en la versió d'entrenament).
- Longitud: 15,96 m
- Envergadura: 10,95 m
- Altura: 5,28 m
- Superfície alar: 50 m²
- Pes buit: 11.000 kg
- Pes carregat: 15.550 kg
- Pes màxim en enlairar-se: 23.500 kg
- Planta motriu: 2× turboventilador Eurojet EJ200
  - Impuls normal: 60 kN (13.500 lb) d'impuls cada un.
  - Impuls amb postcremador: 90 kN (20.200 lb) d'impuls cada un.

Rendiment:
- Velocitat màxima operativa (Vno): Mach 2 (2.450 km/h) Mach 1,3 en modalitat supercreuer (vol supersònic sense postcremador)
- Abast en ferry: 3.706 km (2.300 mi) usant els 3 tancs externs
- Sostre de servei: 19.812 m (65.000 ft)
- Trepada: 315 m/s
- Carrega alar: 311 kg/m²
- Impuls/pes: 7,7 N/kg

Aviònica:
Quàdruple sistema de control per senyals elèctrics, mòdul de reconeixement de veu i els sistemes de detecció infrarroja PIRATE.
Armament:
- Armes de projectils: 1 × canó automàtic Mauser BK-27 de calibre 27x145B mm
- Punts d'anclatge: 8 baix les ales i 5 en el fuselatge amb capacitat
  - Bombes: Paveway II, Paveway III, Enhanced Paveway, JDAM, HOPE/HOSBO
    - Míssils: AIM-9 Sidewinder, AIM-132 ASRAAM, AIM-120 AMRAAM, BGT IRIS-T, MBDA Meteor, AGM-84 Harpoon, AGM-88 HARM, ALARM, Storm Shadow, Brimstone, Taurus, Penguin i el futur AGM Armiger.
    - Altres: Identificadors làser (p. ex. LITENING) i 3 x estancs de combustible de 1000 l.
- Ràdio:(usant els 3 tancs):
  - Combat Aeri (10 minuts vagabundeig): 1389 km (860 milles nàutiques)
  - Combat Aeri (3 h CAP): 185 km
  - Atac a terra (hi-el-hi): 1389 km
  - Atac a terra (el-el-el): 601 km

## Fites del desenvolupament
- 1972
  - La RAF va presentar el seu requeriment (AST-396) d'una aeronau amb capacitats STOVL per substituir la flota de Harrier i Jaguar
  - Es va revisar l'especificació AST-403 per a un caça de superioritat aèria. El requeriment de STOVL va desaparèixer i l'AST-409 va desembocar en el desenvolupament del Harrier GR5
- Meitat dels anys 70
  - França, Alemanya i Regne Unit van iniciar, conjuntament, el programa per a l'Avió de Combat Europeu (ECA, European Combat Aircraft)
- 1979
  - Seguint els diferents requeriments (en particular, el requeriment francès de compatibilitat amb portaavions) Bae i MBB van proposar el Caça de Combat Europeu (ECF - European Combat Fighter)
- 1981
  - El desenvolupament de diferents prototips nacionals i les contínues diferències sobre les especificacions, van portar a la cancel·lació del programa ECF
  - Els socis de Panavia (Alemanya, Itàlia i Regne Unit) van llançar l'Avió de Combat Àgil (ACA - Agile Combat Aircraft). A causa de la falta de pagament del desenvolupament per part d'Alemanya i Itàlia, el Regne Unit va pagar el prototip de 80 milions de lliures, el Programa d'Aeronau Europeu (EAP)
- 1983
  - Maig. Es va signar el contracte de producció del prototip de l'EAP
  - Regne Unit, França, Alemanya, Itàlia i Espanya van llançar el programa de Caça Europeu del Futur (F/EFA - Future European Fighter Aircraft). L'aeronau hauria de tenir característiques d'Enlairament Curt i Aterratge (STOL) i capacitats d'atac més enllà del rang visual (BVR)
- 1984
  - França va reiterar el seu requeriment d'una versió amb capacitat per ser utilitzat en portaavions i exigeix el 50% de la càrrega de treball. Regne Unit, Alemanya i Itàlia van optar per establir un nou programa EFA
- 1985
  - França va abandonar oficialment el programa, començant el seu projecte ACX
  - 27 d'octubre. El demostrador EAP es va estrenar en Bae Warton
- 1986
  - Juny. Es va establir Eurofighter GmbH
  - 8 d'agost. EAP va fer el seu primer vol. La seva configuració gairebé és el disseny final de l'Eurofighter
  - Rolls-Royce, MTU Aero Engines, FiatAvio (avui Avio) i ITP van formar l'empresa EuroJet Turbo GmbH per al desenvolupament del Eurojet EJ200
- 1988
  - 23 de novembre. Es van signar els contractes per a la producció de motors de demostració
- 1990
  - Es va constituir EuroRADAR per al desenvolupament del radar ECR-90 (posteriorment denominat Euroradar CAPTOR)
- 1991
  - 1 de maig. Últim vol del demostrador EAP.
- 1992
  - Es va constituir EuroDASS per al desenvolupament dels Sub-Sistemes d'Ajuda Defensiva (DASS). Inicialment només Regne Unit i Itàlia participaven. Amb l'Eurofighter en servei només els avions de la RAF exploten totes les possibilitats del DASS.
  - Juliol. Alemanya va anunciar la seva intenció d'abandonar el projecte. Van començar negociacions per reduir costos. Com a aeronau de motor únic, Alemanya es decantava per sistemes més barats com els F/A-18 APG-65 en lloc dels ECR-90, i va retardar la seva entrada en servei dos anys. Alemanya va participar en tots els sistemes.
  - Desembre. Es reanomena a Eurofighter 2000
- 1994
  - 27 de març. Primer vol de la primera aeronau de desenvolupament, DA1 de DASA en Manching amb motors RB199.[2]
  - 6 d'abril. Primer vol del segon avió de desenvolupament, DA2 de Bae Warton. El DA2 també va volar amb motors RB199
- 1995
  - 4 de juny. Primer vol del DA3 italià, el primer amb motors EJ200
- 1996
  - 31 d'agost. El DA6 espanyol va ser el primer doble seient a volar.
- 1997
  - 27 de gener. Primer vol del DA7 des de Torí.
  - 24 de febrer. Primer vol del DA5 alemany, el primer equipat amb ECR-90.
  - 14 de març. Primer vol del DA4 britànic, el segon dos seients i l'últim dels set avions de desenvolupament.
- 1998
  - Gener. Primers intents d'abastiment en vol van involucrar al DA2 i un Vickers VC-10 de la RAF.
  - 30 de gener. NETMA i Eurofighter GmbH van signar contractes per a la producció i suport de 620 aeronaus.
  - Setembre. Es va adoptar el nom de Typhoon, anunciat com a nom definitiu per a la seva exportació. Va haver-hi controvèrsia perquè l'últim en aeronaus portés el nom del Hawker Typhoon, un avió de la Segona Guerra Mundial.[36]
  - 18 de desembre. Es van signar els contractes de la fase.
- 1999
  - Es va constituir la companyia Eurofighter International com a única companyia per a la gestió de totes les exportacions.
- 2000
  - 8 de març. Primera venda a l'estranger: 60 avions adquirits per Grècia amb opció a altres 30.
  - 16 de maig. Regne Unit va encarregar MBDA Meteor BVRAAM, portant importants beneficis per als projectes d'exportació.
  - 7 de juliol. El DA2 va reaparèixer després de 10 mesos parat, amb l'últim d'aviónica, pintat en negre per reduir l'efecte visual de 490 transductors de pressió instal·lats en la superfície.
- 2002
  - 5 d'abril. L'IPA2 va realitzar el seu primer vol des de Torí.
  - 11 d'abril. L'IPA3 va realitzar el seu primer vol des de Manching, Alemanya.
  - 15 d'abril. L'IPA1 va realitzar el seu primer vol des de BAE Warton.
  - 2 de juliol. Àustria va anunciar l'adquisició de 24 Typhoon, posteriorment reduït a 18.
  - 23 de juliol. El nom "Typhoon" es va adoptar oficialment com a nom de servei pels quatre països socis.
  - 21 de novembre. El DA6 espanyol es va estavellar a 110 km (70 el meu) al sud-oest de Madrid. El problema es va atribuir a un model de desenvolupament inicial del motor EJ200, un problema que el fabricant va insistir que no pot ocórrer amb els motors en producció.[32]
  - 11 de desembre. Les proves de vol es van reprendre.
- 2003
  - 13 de febrer. El primer avió de sèrie, GT001, va volar des de Manching. Va ser el primer dels 180 avions alemanys.
  - 14 de febrer. En l'espai d'una hora l'IT001 italià i BT001 britànic van realitzar el seu vol inaugural.
  - 17 de febrer. L'avió espanyol ST001 va volar des d'EADS Military Aircraft, Getafe, Espanya.
  - 8 de març. Entra en servei actiu en la Luftwaffe alemanya el primer Eurofighter Typhoon.[3]
  - 30 de juny. Es va signar l'acord de recepció, fent formal el lliurament de les aeronaus a les nacions sòcies.
  - Octubre. Va començar la integració de Meteor.
- 2004
  - 27 de maig. Arriben a la Base Aèria de Morón els tres primers avions Eurofighter espanyols, adscrits al 111 Esquadró de l'Ala 11 de Morón.
  - 27 de juny. Dos Typhoon T1 de la RAF van sortir del Regne Unit cap a Singapur per a la seva comercialització i entrenament.
  - 15 de desembre. Regne Unit va confirmar la comanda d'un segon lot de 89 avions, l'última nació a aconseguir la fase 2 de producció de 236 aeronaus
- 2005
  - 16 de desembre. La Aeronautica Militare va declarar a l'Eurofigther 'operatiu' i ho va establir en la força d'alerta ràpida de la base aèria de Grosseto
  - 21 de desembre. Aràbia Saudita va acordar amb el Ministeri de Defensa britànic la compra d'un nombre indeterminat d'aeronaus.
- 2006
  - Gener. Primer esquadró operacional de l'Aeronautica Militare.
  - Febrer. Primera missió operacional realitzada per un Eurofighter de la Força Aèria Italiana en protegir l'espai aeri sobre Torí en els Jocs Olímpics d'Hivern de 2006.[37]
  - Abril. Primer esquadró operacional de la Royal Air Force.
  - 18 d'agost. Es va anunciar la signatura del contracte d'adquisició de 72 avions per part de l'Aràbia Saudita.[38]
  - 3 d'octubre. Es va lliurar l'avió de producció número 100.[39]
- 2007
  - Setembre. El ministre de Defensa, José Antonio Alonso, presideix el lliurament del caça bombarder 19 per a Espanya.[40]
- 2008
  - Gener. Eurofighter GmbH anuncia la designació oficial del primer esquadró Eurofighter d'Espanya, pertanyent a l'Ala 11 amb un total de 14 avions. A Espanya l'avió ha estat designat CE.16 Eurofighter, i el nombre de sèrie del primer aparell lliurat a les forces armades espanyoles era CE16-01
  - Març. Catorze Eurofighter Typhoon de l'Exèrcit de l'Aire espanyol, de l'Ala 11 de Morón, quatre de l'Aeronàutica Italiana, tres de la Luftwaffe alemanya i quatre de la Royal Air Force volen per primera vegada junts en un exercici de defensa d'espai aeri. La Base Aèria de Morón (Sevilla) i els cels d'Albacete són l'escenari de les maniobres denominades "Typhoon Meet", en les quals es realitzen simulacres de combats aeris amb F-18 i Harrier espanyols i F-16 portuguesos.[41]
  - 11 d'agost: Aràbia Saudita inicia els primers contactes amb la intenció d'adquirir un segon lot d'Eurofighter de 72 o més unitats.[13]
  - 21 d'octubre: Regne Unit rep els seus dos primers avions de la Tranche 2.[42]